# Éibar
Éibar (oficialmente en euskera: Eibar ) es una ciudad y municipio de la provincia de Guipúzcoa, en el País Vasco en España. Pertenece a la comarca de Bajo Deva. Tiene una extensión de 24,78 km² y 27 282 habitantes (2022), con una densidad poblacional de 1106,42 hab./km². Ostenta el título de «Muy Ejemplar Ciudad».
Situada a orillas del río Ego, en la cuenca del río Deva, limita con la provincia de Vizcaya, conformando con la vecina localidad de Ermua un mismo conjunto urbano. Fue fundada con el nombre de Villanueva de San Andrés de Éibar, pero siempre ha sido conocida con el nombre de Éibar. La población recibió el fuero de constitución de la villa el 5 de febrero del año 1346.
Desde siempre, la actividad económica principal ha estado basada en la manufacturación del hierro, que dio lugar a una pujante industria armera que le dio el sobrenombre de «Villa armera» (ahora «Ciudad armera») y que se diversificó a mediados del siglo XX, dando lugar a multitud de productos.

## Símbolos
Su escudo de armas es, de oro, una cruz de San Andrés en gules, y bordura de azur con la leyenda Eibar-ko hiri guziz eredugarria («La muy ejemplar ciudad de Éibar») en oro. Al timbre corona de marqués y acoladas una rama de roble y otra de laurel.
La bandera es el escudo sobre blanco.

## Toponimia
En 1346 Alfonso XI de Castilla fundó la villa con el nombre de Villanueva de San Andrés, al que enseguida se le añadió de Heybar. Ya en documentos de 1493 y 1494 figuran los nombres de Ehibar y Heybar. Como Gregorio de Múgica indica en sus obras, el topónimo ha conocido diferentes formas y ninguna ha excluido a las demás; así pues, a la ciudad armera se la ha conocido como Villanueva de San Andrés de Heybar, y el nombre actual se ha escrito como Heibar, Eybar y Heivar. Hoy en día se escribe Eibar de manera oficial tanto en euskera como en español, si bien en este último idioma se exige la grafía Éibar para su correcta lectura y pronunciación, sin dejar por ello de ser el mismo topónimo.
Sobre el significado del nombre Éibar, parece claramente compuesto de la palabra vasca ibar, que significa 'valle', no estando claro el primer término que acompaña a ibar. Una versión muy extendida y bastante plausible es la que considera el nombre del pueblo una contracción de Ego ibar, significando 'Valle del Ego'. Pero no está documentado ni que la forma Egóibar o el término Eguibar, que sería la forma intermedia entre Egóibar y Éibar, haya hecho nunca referencia a esta localidad, a pesar de tratarse Eguibar de un apellido vasco bastante extendido. Al no estar demostrada esta hipótesis se puede pensar que quizás otro término esté en el origen del nombre de esta ciudad; algunos hablan de hegi, palabra que significa 'cuesta', 'cumbre' o 'borde', dependiendo del dialecto, y que aparece también en otros topónimos de la localidad. Algunos otros autores, como Javier Elorza, citan la posibilidad de que el primer término sea eho ('moler') o algún vocablo relacionado y que haga referencia a la gran cantidad de molinos que han existido históricamente en el valle del Ego.

## Geografía

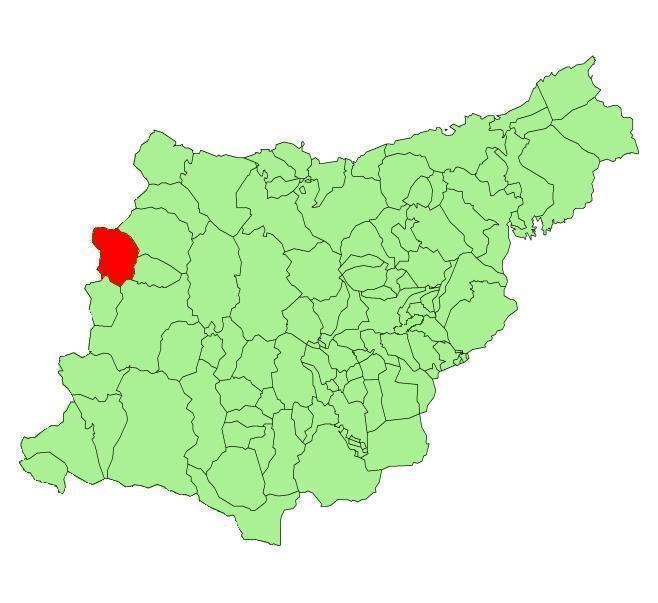
Extensión del municipio en la provincia

Integrado en la comarca de Bajo Deva, se sitúa a 54 km de la capital donostiarra, colindante con la provincia de Vizcaya. El término municipal está rodeado por la autopista del Cantábrico (AP-8), por la autopista del Norte (AP-1) y por la carretera nacional N-634 entre los pK 60 y 65, además de por las carreteras provinciales GI-627, que conecta con Placencia de las Armas, GI-2639, que se dirige a Elgueta, y GI-3950, que permite la comunicación con Echevarria.
| Noroeste: Marquina-Jemein (Vizcaya) y Mallavia (Vizcaya) | Norte: Marquina-Jemein (Vizcaya) | Nordeste: Elgoibar                        |
| Oeste: Ermua (Vizcaya)                                   |                                  | Este: Elgoibar y Placencia de las Armas   |
| Suroeste: Zaldívar (Vizcaya)                             | Sur: Elgueta y Vergara           | Sureste: Placencia de las Armas y Vergara |

Éibar tiene un bien definido núcleo urbano que serpentea a las orillas del río Ego cual recorre el municipio del oeste a este. El río está en, prácticamente todo su recorrido, cubierto. La estructura urbana eibarresa se conforma por una decena de barrios, algunos de ellos se extienden por los pequeños valles que forman los arroyos que desembocan en el Ego. Estos barrios son:
- Azitain
- Urkizu, también denominado Urkuzua
- Saratsuegi o Sautsi
- Txonta
- Jardineta
- Ipurua
- Urki
- Ubitxa
- Legarre
- Amaña

Además del núcleo urbano, cinco barrios rurales: Otaola-Kinarraga, Aginaga, Arrate, Mandiola y Gorosta. A estos barrios o pedanías se denomina en Éibar "valles" recibiendo la denominación de "Kiñarr-valle", Arrate-valle", "Gorosta-valle", "Mandiola-valle" y "Agiña-valle".

### Otaola-Kinarraga
En euskera de Éibar, es una pedanía de Eibar, situada al sur de la localidad. Ocupa una gran extensión de terreno y limita con Vergara y Elgueta. En realidad se trata de la suma de otros pequeños barrio como Otaola, Urki, Kiñarraga... 
La etimología del nombre sería; Kinarraga, Kiñarra de Kiñar: 'brezo', y -aga: 'lugar donde hay', es decir, 'lugar donde hay brezo'; Otaola, Otola de ote, ota: 'argoma' o 'tojo' y ola: 'fábrica', 'factoría'.
Caseríos
- Altamira Behekua / Altamira Behekua
- Altamira Erdikua / Altamira Erdikoa
- Altamira Goikua / Altamira Goikoa
- Areta
- Areta Abeletxe
- Bolingua / Bolingo
- Gisatu
- Ipuruaga / Ipurua
- Iragorri / Iraragorri
- Irei Erdikua / Iraegi Erdikoa
- Irei Haundi, Irei Handikua, Ireizar / Iraegi
- Izkua / Eizkoaga
- Kurutzekua / Urkidi Kurutzekoa
- Lekamendi
- Loixola / Loiola
- Mertxete
- Otolerdi / Otaola Erdikoa
- Sarasketanekua, Gorranekua / Urkidi Sarasketanekoa
- Txatxingua, Ospasenekua / Urkidi Barrena
- Urkitorria / Urkidi Torre

### Arrate
El barrio rural de Arrate, también llamado "Arrate valle" ocupa toda la ladera sur de dicho monte desde la cumbre y el santuario hasta el barrio de Málzaga, ya en la confluencia del río Ego con el Deva. El santuario de la Virgen de Arrate se ubica dentro de este barrio rural.
Caseríos
- Argiñao / Argiano
- Arikitxa Haundi, Arikitxa Behekua / Arexita Handikoa
- Arikitxa Txiki, Arikitxa Goikua / Arexita Hemendikoa
- Arizmendi
- Arrate-Bekoetxe
- Barrenetxe / Barrenetxea
- Barrundi
- Eltzartza / Eltzartzaga
- Erdiko / Kutunegieta Erdikoa
- Gaztelu
- Guenetxe, Guenengua / Kutunegieta Goenengoa
- Iñarra
- Lazareto
- Lezeta
- Lezeta Abeletxe
- Mendigoitxi / Mendigoitia
- Muitza Barri / Mugitza Berri
- Narru / Kutunegieta Barrenengoa
- Paua Abeletxe / Pagoaga Abeletxe
- Saartei / Sagartegieta
- Sanjuan(gua) / Arizmendi San Juangoa
- San Martin
- Sumendixa Behekua / Sumendiaga Behekoa
- Sumendixa Goikua / Sumendiaga Goikoa
- Umaixo / Umaio
- Untzeta
- Zelaikua / Zelaia

### Gorosta
El barrio o pedanía de Gorosta se ubica al norte del territorio municipal eibarrés a lo largo del arroyo de Gorosta hasta su encuentro con el río Ego. La etimología del término procede de Gorostieta, es decir, el término gorosti que significa 'acebo' y -eta que significa 'lugar donde hay' por lo que se puede traducir como 'lugar donde hay acebos'.
Caseríos
- Altzubarren
- Azaldei Azpikua / Azaldegi Azpikoa
- Elus
- Ezkaregi
- Gorosta Gaiñekua / Gorostieta Gaina
- Nebera
- Agarre Azpikua / Agirre Azpikoa
- Agarre Gaiñekua / Agirre Gainekoa
- Altza / Altzaga
- Azaldei Gaiñekua / Azaldegi Gainekoa
- Azitain
- Txopengua / Azitain Txoperena
- Berretxiña Behekua / Berretxinaga Behekoa
- Berretxiña Goikua / Berretxinaga Goikoa
- Biriñao
- Etxe Txiki
- Ezkarei Errota / Ezkaregi Errota
- Gorosta Abeletxe / Gorostieta Abeletxe
- Gorosta Azpikua / Gorostieta Azpikoa
- Beña / Gorostieta Beña
- Itsaso
- Maapilla / Marapilaga
- Naiorbe / Nagiorbe Goikoa
- Orbe
- Sagarbitsa / Sagarbieta
- Txabola Pagola
- Zezeil Behekua / Zezeil Behekoa
- Zezeil Goikua / Zezeil Goikoa
- Akarteitta, Akartei / Akartegieta
- Adarratza Behekua / Adarratza Behekoa

### Madiola
El barrio de Mandiola se sitúa en la parte norte del municipio y hace frontera con Ermua. Etimológicamente viene de "mendiola" es decir de los términos "mendi", monte y "ola" fábrica, factoría o ferrería, por lo que sería "la ferrería del monte". En su ámbito se ubica la ermita de santa Cruz. Por el número de caseríos este barrio sería el más rico.
Caseríos
- Abanzabalei, Amazabalei Behekua / Amezabalegi Behekoa
- Abanzabalei, Amazabalei Goikua / Amezabalegi Goikoa
- Abauntzaga, Abontza
- Aizpiri
- Akondia
- Amazabalei, Abanzabalei Abeletxe / Amezabalegi Abeletxe
- Aritxuloeta
- Arlaban Behekua / Arlaban Behekoa
- Arlaban Goikua / Arlaban Goikoa
- Arrajola
- Asola Barri
- Asola Gaiñekua
- Asoliartza / Asola Igartza
- Gisasola
- Ibargain
- Itturrua /Iturrao
- Itturrua Abeletxe / Iturrao Abeletxe
- Ixua
- Mandiola Azpikua / Mendiola Azpikoa
- Mandiola Gaiñekua / Mendiola Gainekoa
- Milaflores Behekoa
- Milaflores Goikoa
- Naiorbe Behekoa
- Pagei / Pagaegi
- Pagei Abeletxe / Pagaegi Abeletxe
- Pageikorta / Pagaegi Korta
- Pitxargain Pitxargaingoa
- Urkuzei / Urkizuegi
- Zozola

### Aguinaga
Aguinaga se sitúa al norte del municipio en el límite con Marquina y Echevarría, ya en la cuenca del río Artibai. Forma un pequeño núcleo poblacional en el centro del cual se sitúa la iglesia de San Miguel, cuenta con cementerio propio. Etimológicamente su nombre viene de hagin + -aga = "Aginaga", siendo el término hagin: 'tejo' y -aga: 'lugar en el que abunda', por lo que significa 'lugar en el que abunda el tejo'. En euskera de Éibar el nombre del barrio se pronuncia Agiñaga o Agiña.
Caseríos
- Abua Azpikua / Abuaga Azpikoa
- Abua Gaiñekua / Abuaga Gainekoa
- Agiña Agarre / Aginagako Agirre
- Agiña Gaiñekua / Aginaga Gainekoa
- Aizpe / Arizpe
- Arando Aurten / Arando Aurtena
- Arando Barrena
- Arando Etxebarri
- Arando Itturralde / Arando Iturralde
- Arandoguena / Arando Goenaga
- Atxa
- Gorostixa / Gorostiaga
- Itterixa / Iteriaga
- Larrañeta
- Mendibil
- Orbesoren / Orbe Soraen
- Oreizar / Oregi Zahar
- San Roman
- Suiña / Suinaga
- Zumaran

### Hidrografía
El río Ego es el principal río del municipio, si bien es cierto que por su territorio pasa también el río Deva. El río Ego desemboca en el Deva en Málzaga, ya en el límite municipal con Elgoibar y Placencia de las Armas. Los afluentes del río Ego, que bajan de los montes que rodean a la ciudad, son pequeños cursos de agua que forman estrechos valles. Los más importantes son el Abontza, el Matxaria, el Gorosta, el Txonta y el Kinarra. 
Todos los ríos están muy afectados por el desarrollo de la ciudad, que ha modificado sus cauces y sus aguas. Únicamente en sus cuencas altas se puede encontrar algún resto de su primitiva riqueza biológica. Los cauces han sido cubiertos por las edificaciones, tanto industriales como urbanas, y sus aguas se han visto muy afectadas por la contaminación fecal e industrial. Se está procediendo a la implantación de colectores de recogida de aguas negras e industriales para su posterior tratamiento, así como a descubrir los cauces en la medida de lo posible.

### Orografía
Éibar está rodeada de montes de escasa altura que la encierran en un valle profundo por su estrechez. Destacan cumbres como Urko (795 m), Akondigana (749 m) y Garagoitxi (723 m) por el norte, e Illordo (536 m), Salbatore (453 m) y Otaola (345 m) por el sur. Los montes están cubiertos de bosque, en su mayoría dedicados a la explotación forestal de pino insignis, pero todavía quedan algunas manchas de la vegetación autóctona de robles, hayas y abedules, combinados con campas dedicadas al pasto.
La altitud oscila entre los 795 m (pico Urko), en el límite con la provincia de Vizcaya, y los 90 metros en la desembocadura del río Ego. El casco histórico se alza a 121 m sobre el nivel del mar.

## Servicios

### Transporte
Como toda la comarca del Bajo Deva, Éibar está excelentemente comunicada. La carretera nacional N-634 atraviesa la ciudad, uniéndola con San Sebastián y Bilbao. En paralelo a la nacional está la autopista AP-8 con dos salidas en sendos extremos del núcleo urbano (una de ellas ya en Vizcaya), y en el barrio de Málzaga la AP-8 se une con la AP-1, que enlaza con Vitoria. Una red de carreteras provinciales y locales enlazan Éibar con los diferentes pueblos y comarcas que la rodean.
La línea de ferrocarril de vía estrecha perteneciente a la red de Euskotren une la comarca con las capitales provinciales (en el tramo urbano Ermua-Éibar hace las veces de ferrocarril metropolitano), y de allí se puede enlazar mediante Renfe con el resto de España y Europa. Las empresas de autobuses que operan prestando servicios comarcales, intercomarcales y de larga distancia en la zona son PESA y Euskotren (afiliadas a Lurraldebus), Bizkaibus y ALSA. El servicio urbano de autobuses Udalbus, que conecta los distintos barrios de Éibar, está gestionado por La Guipuzcoana.
Éibar carece de aeropuertos, pero los aeropuertos de Bilbao, San Sebastián y Vitoria se hallan a menos de una hora por autopista. Tampoco tiene puerto, pero el cercano puerto de Bilbao tiene conexiones con Portsmouth en Inglaterra.

### Educación
La infraestructura educativa en Éibar destaca por la Escuela universitaria de ingeniería técnica industrial, con origen en la antigua Universidad Laboral, perteneciente a la Universidad del País Vasco, la sede académica de la Universidad Vasca de Verano, y la escuela de formación profesional, pionera en España, conocida como «Escuela de Armería».
Escuela de Armería
La escuela de Armería o Armeria Eskola es un Centro Público Integrado de Formación Profesional que fue la primera escuela profesional española en la que el aprendizaje de una profesión se acompañaba con enseñanzas teóricas y técnicas. Se tomó como referencia la École d’Armerie de Lieja (Bélgica).
La Escuela de Armería fue muy importante para el desarrollo industrial de la ciudad de Éibar y su zona de influencia, formando a la mayoría de los empresarios y obreros cualificados que dinamizaron el desarrollo industrial en las décadas de 1950 y 1960. Su prestigio traspasó los límites locales llegando a todo el estado español, convirtiendo a Éibar en la meca de los centros de Mecánica de Precisión y Armería de toda España.
Escuela Universitaria de Ingeniería Técnica Industrial de Éibar
Perteneciente al Campus de Guipúzcoa de la Universidad del País Vasco, la Escuela Universitaria de Ingeniería Técnica Industrial de Éibar forma parte de la Escuela de Ingeniería de Guipúzcoa que se fundó en 2016 con la fusión de la anterior Escuela Universitaria de Ingeniería Técnica Industrial de Éibar y la Escuela Politécnica de Donostia. 
En ella se imparte el grado de ingeniería técnica en la especialidad de Grado de Ingeniería de Energías Renovables. Se han impartido también Ingeniería Técnica Industrial, especialidad en Electrónica Industrial e Ingeniería Técnica Industrial, especialidad en Mecánica.
El 14 de noviembre de 1968 comenzaron las clases y actividades académicas del centro dentro la Universidad Laboral que se ubicó en la localidad. Esta Universidad Laboral fue la undécima que se creó y la única del País Vasco.
En 1988 la Escuela Universitaria de Ingeniería Técnica Industrial, especialidad en Electrónica Industrial, adquirió personalidad propia y se preparó para su ingreso en la Universidad del País Vasco. Esta integración tuvo lugar en 1994, con el apoyo de los ayuntamientos, empresarios y otras entidades de la comarca.
En el siglo XXI, la Escuela Universitaria comparte el campus de la antigua Universidad Laboral con el Complejo educativo de Éibar que integra el 
centro de formación profesional Uni Éibar-Ermua, que imparte diferentes Ciclos Formativos, y el Centro Residencial, que junto a la escuela universitaria conformaron el complejo de la Universidad Laboral de Éibar primero y El Centro de Enseñanzas Integradas después.
Universidad Vasca de Verano
En el año 2001 la Universidad Vasca de Verano fija su sede en el Palacio de Markeskua de Éibar. La Universidad Vasca de Verano ha impatido más de 1.800 cursos presenciales y desde 2003 tiene abierta una oferta de formación a distancia vía internet.
En el año 2001 el ayuntamiento de Éibar y la Universidad Vasca de Verano crearon las becas Juan San Martín con el objetivo de fomentar la investigación en euskera en los campos de estudio que Juan San Martín desarrolló en su vida, antropología, lingüística, filología, toponimia, filosofía, literatura, botánica, arte, historia, periodismo, etnología, montañismo y derecho.
En 2019 se creó, bajo el auspicio de la Universidad del País Vasco, el Centro GOI para la promoción de la formación universitaria a distancia vía internet uno de sus primeros cursos fue el máster oficial necesario para ser profesor de Enseñanzas Medias que se impartió en vasco.

## Administración y política
| Periodo   | Nombre                      | Partido | Partido                                                       |
| --------- | --------------------------- | ------- | ------------------------------------------------------------- |
| 1979-1983 | Mikel Larrañaga Mandiola    |         | Euzko Alderdi Jeltzalea-Partido Nacionalista Vasco (EAJ-PNV)  |
| 1983-1987 | Jesús María Agirre Arriola  |         | Euzko Alderdi Jeltzalea-Partido Nacionalista Vasco (EAJ-PNV)  |
| 1987-1993 | Aurora Bascaran Martínez    |         | Partido Socialista de Euskadi-Euskadiko Ezkerra (PSE-EE PSOE) |
| 1993-2008 | Iñaki Arriola López         |         | Partido Socialista de Euskadi-Euskadiko Ezkerra (PSE-EE PSOE) |
| 2008-2021 | Miguel de los Toyos Nazabal |         | Partido Socialista de Euskadi-Euskadiko Ezkerra (PSE-EE PSOE) |
| 2021-act. | Jon Iraola Iriondo          |         | Partido Socialista de Euskadi-Euskadiko Ezkerra (PSE-EE PSOE) |

En las elecciones municipales de 2019, el PSE-EE fue el partido más votado, pero perdió un concejal respecto al resultado de 2015, quedándose a falta de dos concejales para la mayoría absoluta. EAJ-PNV aumentó su porcentaje de voto, ganando un concejal y superando a EH Bildu como segunda fuerza. La coalición Elkarrekin Podemos obtuvo un concejal, reeditando el resultando obtenido en 2015 por la coalición Irabazi.
| Partido político                                              | 2023  | 2023       | 2019  | 2019       | 2015  | 2015       | 2011  | 2011       |
| Partido político                                              | %     | Concejales | %     | Concejales | %     | Concejales | %     | Concejales |
| Partido Socialista de Euskadi-Euskadiko Ezkerra (PSE-EE PSOE) | 36,41 | 8          | 39,21 | 9          | 41,88 | 10         | 35,40 | 9          |
| Euskal Herria Bildu (EH Bildu)-Bildu                          | 26,87 | 6          | 23,96 | 5          | 24,02 | 5          | 25,88 | 6          |
| Euzko Alderdi Jeltzalea-Partido Nacionalista Vasco (EAJ-PNV)  | 25,73 | 6          | 25,90 | 6          | 21,17 | 5          | 18,49 | 4          |
| Elkarrekin Podemos-Ezker Anitza-IU-Irabazi                    | 5,40  | 1          | 6,58  | 1          | 6,76  | 1          | —     | —          |
| Partido Popular del País Vasco (PP)                           | 3,90  | 0          | 3,55  | 0          | 4,13  | 0          | 7,83  | 2          |
| Aralar                                                        | —     | —          | —     | —          | —     | —          | 4,49  | 0          |
| Ezker Batua-Berdeak (EB-B)                                    | —     | —          | —     | —          | —     | —          | 4,04  | 0          |
| Hamaikabat (H1!)                                              | —     | —          | —     | —          | —     | —          | 2,11  | 0          |

## Historia

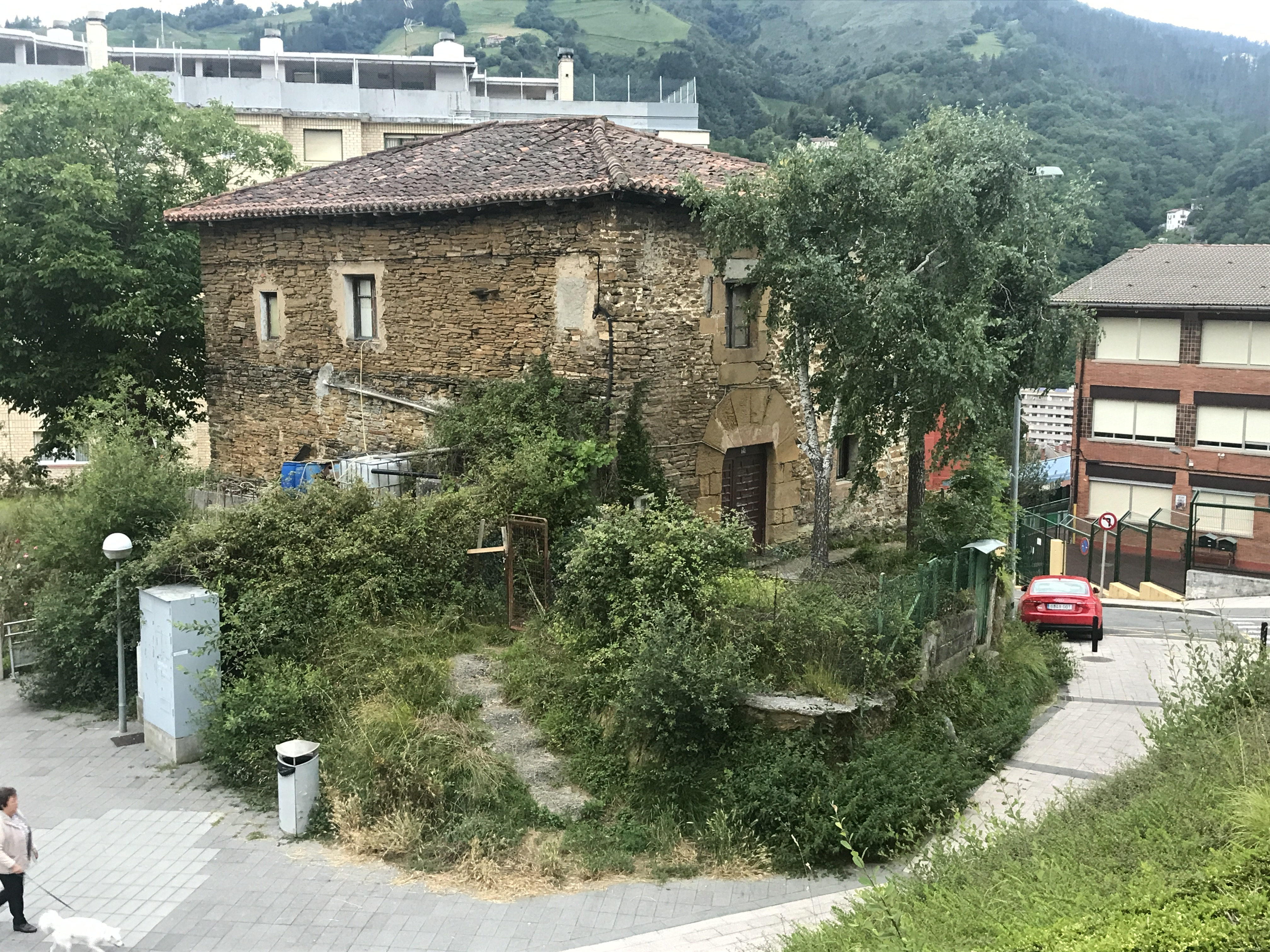
Casa-torre Katillangua

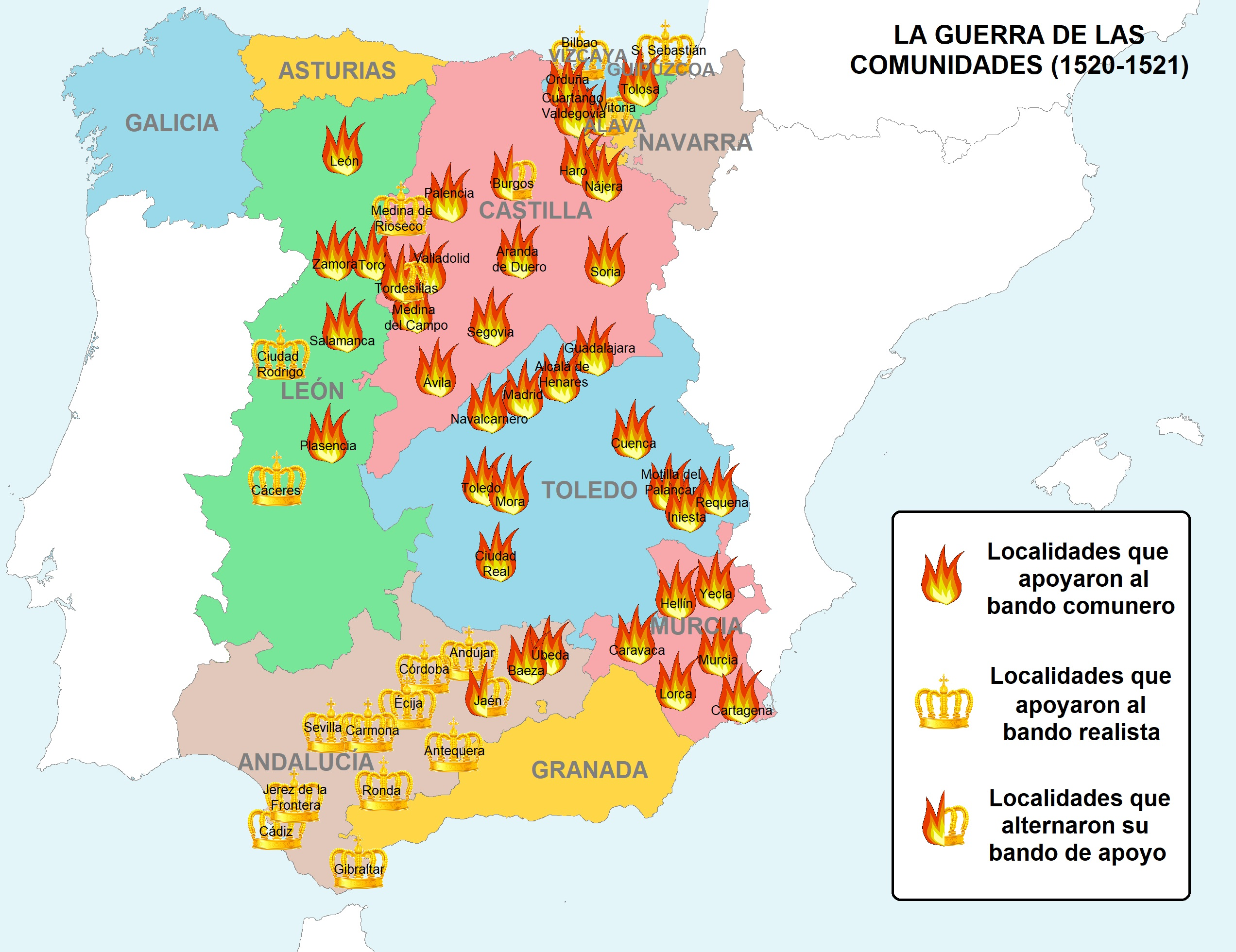
Éibar se situó en el bando comunero en la Guerra de las Comunidades

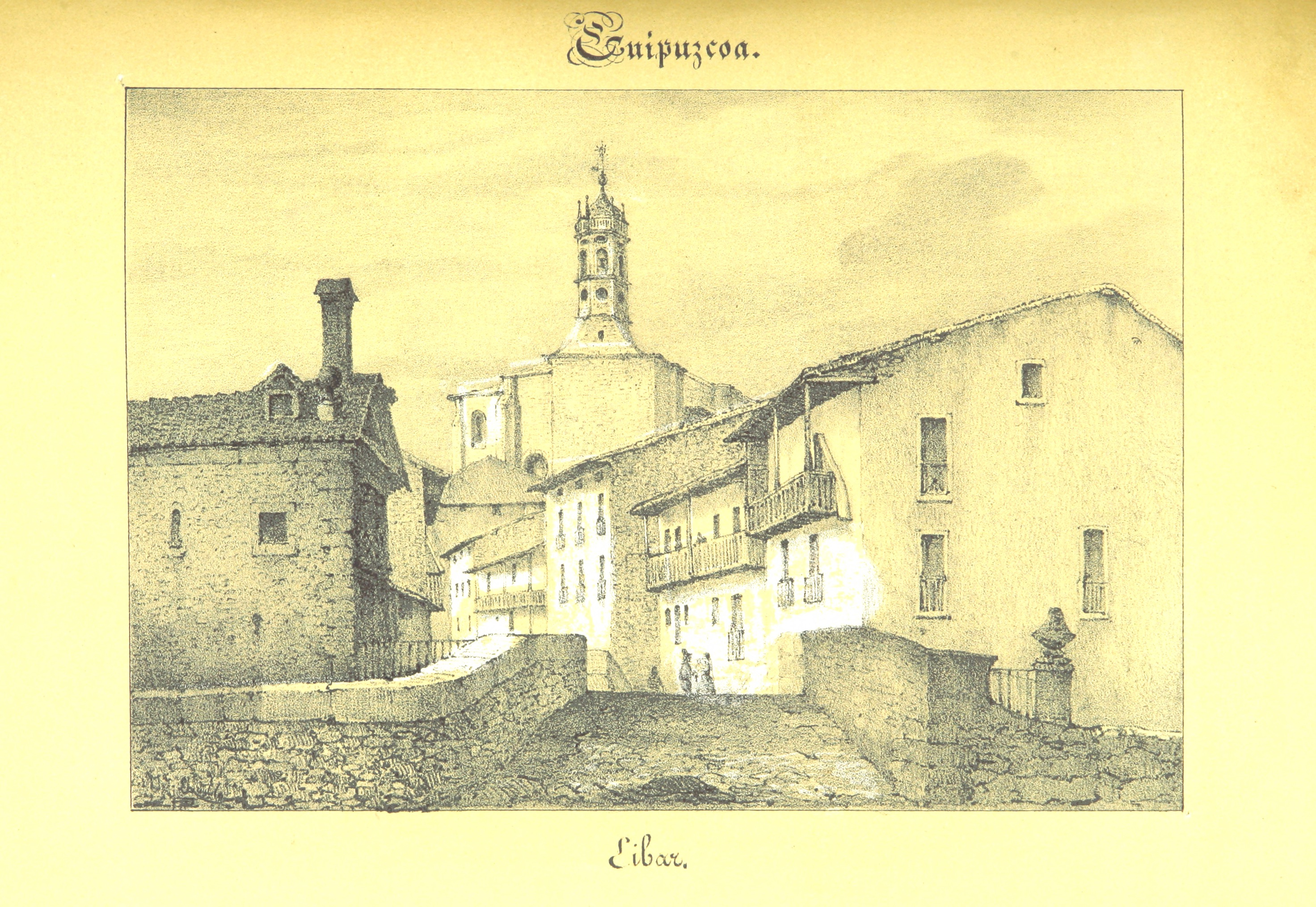
Litografía de Éibar en 1844

Los hallazgos prehistóricos que se han realizado en las inmediaciones de la ciudad atestiguan presencia humana ya en el Neolítico, sobre el III milenio antes de Cristo. Cuando los romanos llegaron a estas tierras atestiguaron que en ellas habitaban los caristios. Los romanos integraron el valle del Deva en el conventus de Clunia, estructura política que se mantuvo hasta los visigodos.
Durante algún tiempo, esta parte del valle del Deva perteneció al reino de Pamplona-Nájera (el que posteriormente sería el reino de Navarra) como parte del Duranguesado. Cuando la zona se convirtió en límite entre Guipúzcoa y el Señorío de Vizcaya se denominó, a ambos lados de la línea divisoria, Marquina. En el valle del Deva se definían la Marquina de Yuso y la Marquina de Suso, la cual se extendía por el valle del río Ego en el que se creó el llamado Val de Ego para la gestión de las ferrerías asentadas en él. En tierras de Marquina de Suso se ubicó la anteiglesia de San Andrés, que tenía el concepto de monasterial. 
Las primeras noticias que hay sobre Éibar datan del año 1193 y hacen referencia a la casa de los señores de Unzueta relacionada con el bando oñacino en la contienda de bandos. En 1267 se hace referencia a la cesión del patronato de la parroquia a los señores de Olaso de la vecina localidad de Elgóibar por parte del rey Alfonso X el Sabio.
El 5 de febrero de 1346 el rey Alfonso XI de Castilla da privilegios de villa a la anteiglesia de San Andrés. La nueva villa recibe el nombre de Villanueva de San Andrés de Heybar.
Tras el levantamiento del conde de Salvatierra en 1520, durante la Guerra de las Comunidades, Éibar se situó en el bando comunero, venciendo el ejército realista la resistencia de Éibar y de otras localidades comuneras vascas tras la derrota del ejército del conde de Salvatierra, Pedro López de Ayala, en la batalla de Miñano Mayor el 19 de abril de 1521.
Las familias feudales que dominaban el territorio de la villa participaron en las Guerras de bandos. Éibar, como el resto de las poblaciones del valle, mantenía una industria del hierro basada en las ferrerías y en la fabricación de armas.
En 1766 Éibar participa en la Machinada y años más tarde, en 1794, sufre el ataque de los franceses, que destruyen la población.
En el siglo XIX se producen procesos de industrialización con la transformación del sistema gremial de producción en un sistema industrial. Junto a este proceso se produce un movimiento social importante. Ya en las guerras carlistas los eibarreses se habían decantado por el bando liberal en todas ellas. De igual manera a finales del siglo XIX y en la primera mitad del siglo XX las ideas del movimiento obrero internacional y socialistas hacen mella en la sociedad eibarresa. El 6 de agosto de 1897 vive su primera huelga por motivos laborales y poco después el movimiento obrero lograría hacer de Éibar un referente en el socialismo español. Esto culminaría en la madrugada del martes 14 de abril de 1931 con la proclamación de la Proclamación de la Segunda República Española, cuando Éibar fue la primera población española en realizarla. Esto le valió el otorgamiento del título de «Muy Ejemplar Ciudad».
El ferrocarril llega a Éibar en 1887, cuando se inaugura la estación apeadero de Málzaga, en la que de se producía un importante cruce de líneas. Unos años después, en 1909, se inauguraría la estación de ferrocarril de Éibar.

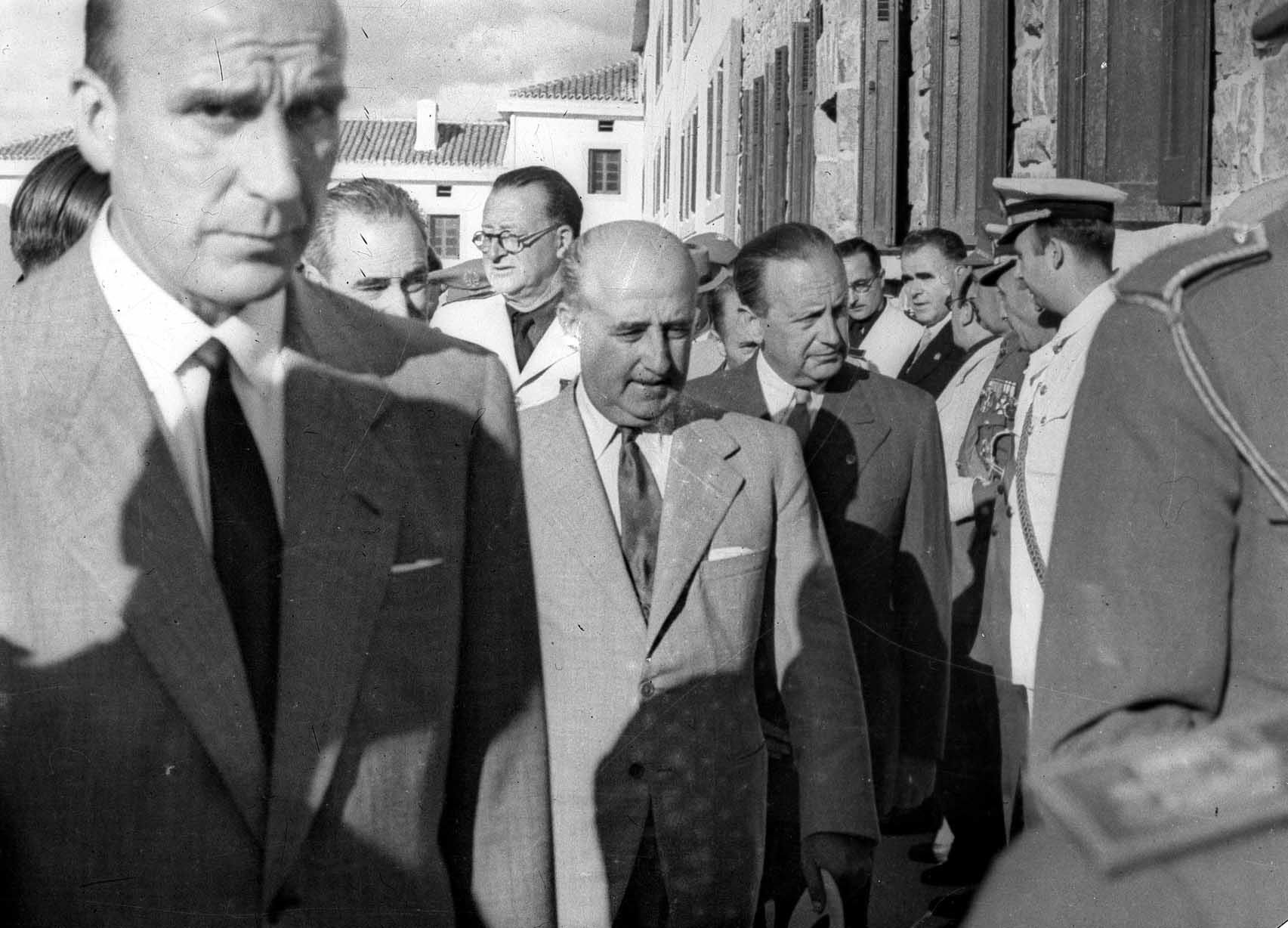
Visita de Francisco Franco en 1949

La Guerra Civil hace que Éibar sea declarada «región devastada» al quedar prácticamente destruida en su integridad. La reconstrucción dio paso a un desarrollo industrial importante y a un aumento de la población, que llegó en pocos años a superar los 40 000 habitantes, extendiéndose incluso a las poblaciones vecinas.
El desarrollo industrial y urbano se realizó en una orografía complicada (el valle del Ego es muy estrecho) que llevó a un urbanismo y arquitectura, tanto industrial como residencial, característicos. El desarrollo vertical de los edificios junto con la mezcla entre industria y residencia conduce a un complicado acceso a algunas urbanizaciones, cuestión que se mitigó con la utilización de medios mecánicos como escaleras y ascensores.
La dificultad de ampliación de las instalaciones industriales hace que comience un proceso de traslado a otros lugares, principalmente el Duranguesado y Álava, de muchas empresas. A este hecho se sumó la crisis industrial que comenzó en 1973 y afectó severamente a la infraestructura industrial eibarresa.
A comienzos del siglo XXI, habiendo perdido casi la mitad de su población, comienza una lenta recuperación asentada en la industria y en los servicios.

## Economía

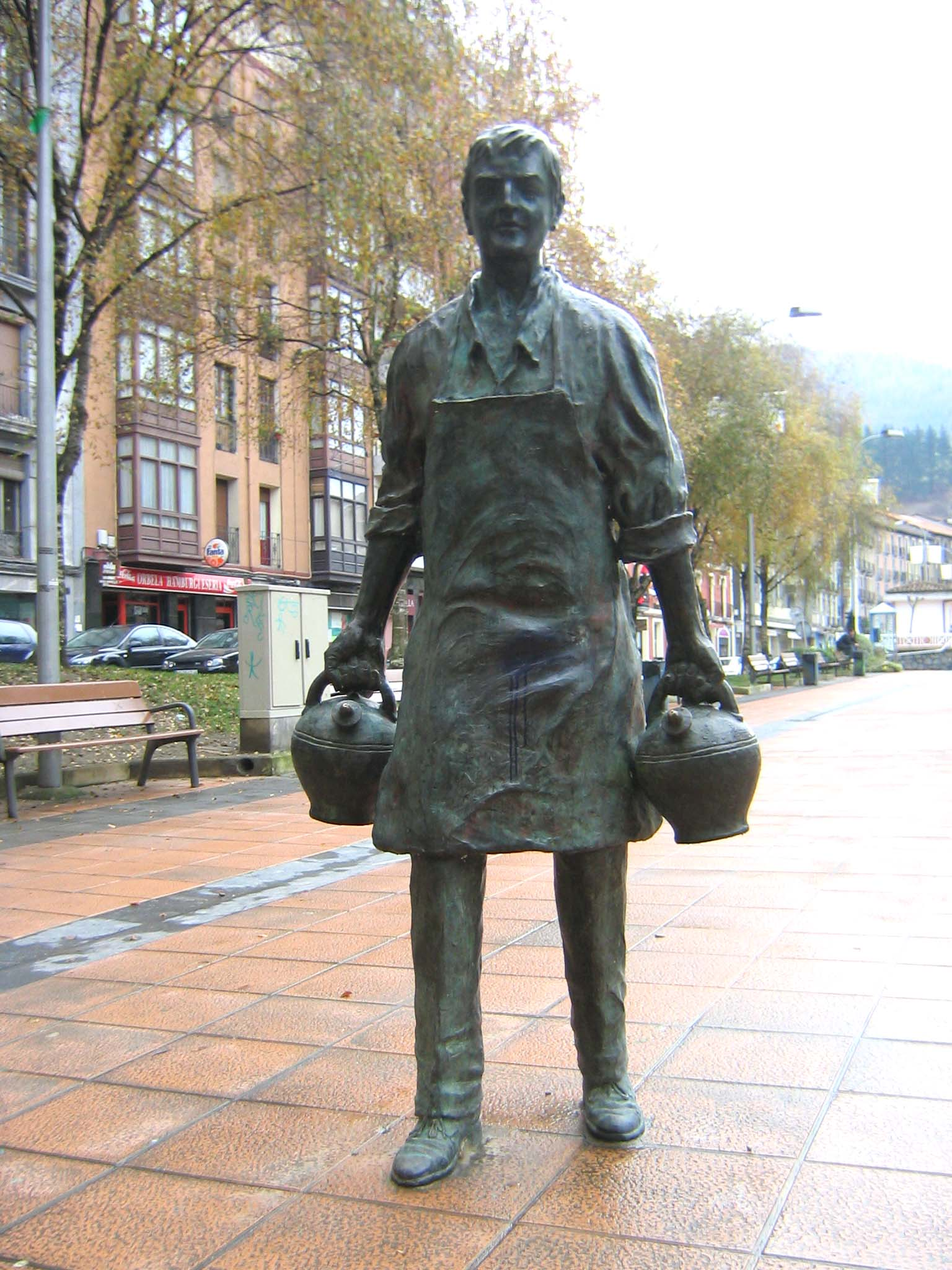
Estatua de un botijero, pinche o peón entre cuyas funciones estaba la de llevar agua a los talleres

La economía del municipio está basada en la industria de transformación metálica con toda clase de productos, destacando los destinados a la industria auxiliar del automóvil, pero también se realizan electrodomésticos, máquina-herramienta, microfusión, microfusión de aluminio y armas, ahora ya solamente de caza. 
La industria y el trabajo siempre han sido conceptos que han enorgullecido a los habitantes de Éibar, y esa industria ha sido, históricamente, la de la fabricación de armas. Es por ello por lo que se la conoce como la «ciudad armera». En la última parte del siglo XX la industria eibarresa diversificó su producción desarrollando una extensa gama de productos diferentes. La actividad productiva se intensificó a comienzos de siglo XXI con la incorporación de las «nuevas» tecnologías (informática, telecomunicaciones...). El 20 de diciembre de 2010 es declarada por el Gobierno de España como «Ciudad de la Ciencia y la Innovación».
El primer documento escrito que hace referencia a la industria armera eibarresa es una petición de dos lombardas fechada en 1481. Ya antes el trabajo del hierro en las ferrerías era una de las actividades importantes en su economía. En el Museo de la Industria Armera de Éibar se muestra la historia industrial de Éibar y de su comarca. Desde la producción gremial a las instalaciones de las Reales Fábricas de Armas en la vecina localidad de Placencia de las Armas hasta la revolución industrial de principios del siglo XX, con su auge y declive, conformaron el sentir y la idiosincrasia de las gentes de la hoy ciudad.
El trabajo industrial, primero en la ferrerías y posteriormente en los talleres gremiales, ha sido, desde siempre, la base económica de Éibar. El trabajo, con su componente social, conformó un carácter singular en sus habitantes. Una copla canta:
En éuskaro rincón escondido
hay un pueblo, olvidado tal vez,
donde impera por ley el trabajo
que es orgullo sin ser altivez.
La convivencia de los talleres con las viviendas, incluso instalados en ellas, permitió la socialización de las diferentes tareas que componían un producto y la relación igualitaria entre quienes las realizaban. Esta forma de ver el trabajo, ligada a la artesanía y por lo tanto al cuidado puesto en la fabricación realizada, fue la que determinó, ya antes del surgimiento de los movimientos obreros y el pensamiento marxista, un espíritu liberal, libertario, que quedó patente en las guerras carlistas, en las que Éibar siempre estuvo en el bando liberal. Ya en 1756, fecha anterior a la implantación del liberalismo, se puede constatar el comienzo de la gestación de ese tipo de ideas. En Éibar, durante el siglo XIX, en las elecciones siempre salía el candidato liberal, mientras que en los pueblos vecinos eran los candidatos tradicionalistas los vencedores. Durante la ocupación francesa se formó, liderada por Gaspar Jáuregui, una organización ilegal que mantenía una estructura política paralela a la oficial. También la influencia del liberalismo económico, que se plasmó en el establecimiento de las aduanas en los Pirineos en vez de en el Ebro, posibilitó una apertura de mercados a los productos eibarreses (principalmente armas) en el resto de España. El impulso de la familia Ibaizábal, que poseía un taller de armas blancas y comercializaba armas de fuego, fue importante en esta cuestión. Más tarde, el arraigo de las ideas socialistas llegó a tal extremo que permitió, después de una dura huelga, la creación de la primera cooperativa industrial del país, la cooperativa Alfa.

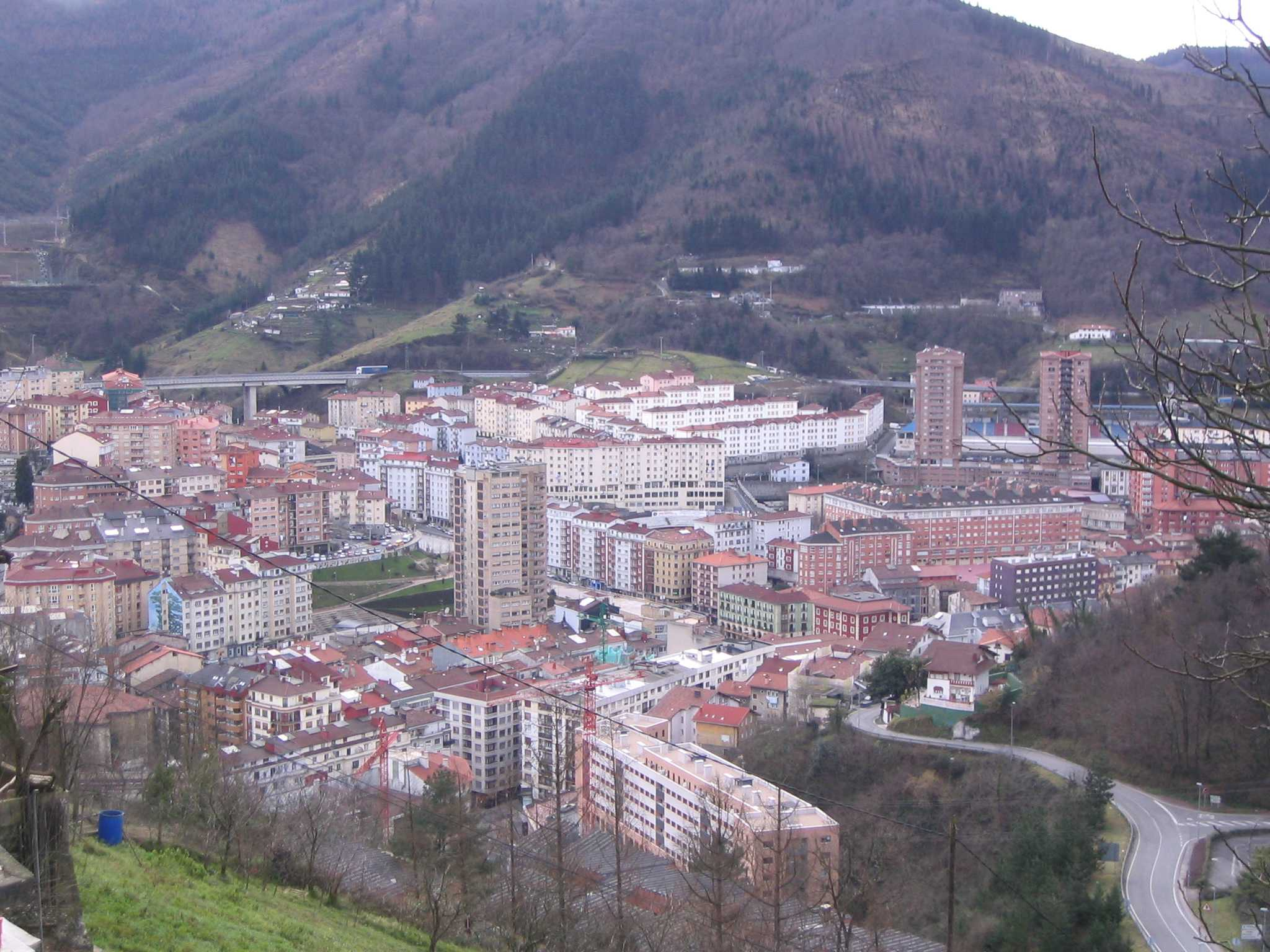
Éibar, vista parcial

La industria armera, desde las lombardas fabricadas en las ferrerías, pasando por las armas de avancarga y llave de chispa, hasta las que utilizan la cartuchería de retrocarga, pasaron por épocas de esplendor y de declive. Armeros eibarreses fueron trasladados a las fábricas de armas de Oviedo y Trubia, llevando allí el hacer eibarrés, cuando quedaron patentes los aspectos negativos de mantener la producción armera cerca de las fronteras, a la vez que se lanzaron, con los escasos recursos de que disponían, a la producción de las últimas tecnologías extranjeras mediante el método de copia y mejora, que lograron servir de base para una producción moderna y competitiva. Las crisis del sector armero sirvieron para impulsar las aventuras en otros ramos de la industria; de ellas, y del espíritu emprendedor, nació la diversificación industrial que logró que de los talleres eibarreses salieran desde un sacacorchos hasta un subfusil, o desde una máquina de coser a una motocicleta.
Es muy famosa porque tuvo la fábrica de motos Lambretta y las de bicicletas Abelux, Orbea, BH y G.A.C. También fue importante la fabricación de máquinas de coser (Alfa, empresa pionera en el movimiento cooperativista). Aunque ya han cerrado las fábricas de armas cortas (no olvidemos la STAR, Bonifacio Echeverría S.A., donde se fabricaban armas que se exportaban a todo el mundo), que es lo que le da su apodo, se mantienen numerosos pequeños talleres de escopetas y rifles. En Éibar está ubicado el Banco Oficial de Pruebas de Armas de Fuego de España, uno de los tres que existen en Europa.
Destaca por sus producciones de máquina-herramienta, efecto de la revolución industrial de los siglos XIX y XX, sobre todo a partir de la guerra civil española (1936-1939). Fue pionera en el País Vasco en la instalación de escaleras mecánicas a la intemperie, en la calle, para facilitar los accesos a los barrios altos.
El urbanismo eibarrés, muy atípico, donde se mezclaban las industrias y las viviendas, por lo que se decía «Éibar es un taller», está dando paso a un cambio arquitectónico en los últimos años: pasando de un centro urbano repleto de pequeños «talleres» (empresas) en los soportales, a un nuevo Éibar con un centro abierto a todas las esquinas del pueblo. Accesible con la vista y con un corto paseo. La ciudad se humaniza y pone en su centro al eibarrés: para disfrute de su centro urbano, que se convierte en peatonal los fines de semana. La ciudad se ha embellecido con una colección de estatuas conmemorativas de actividades y costumbres típicas, a saber: la recepción de los dulzaineros en la estación del tren, unos niños llevando a bendecir las tortas de San Blas frente a la iglesia parroquial de San Andrés, y un trabajador yendo a recoger agua en la clásica fuente de Urquizu. 

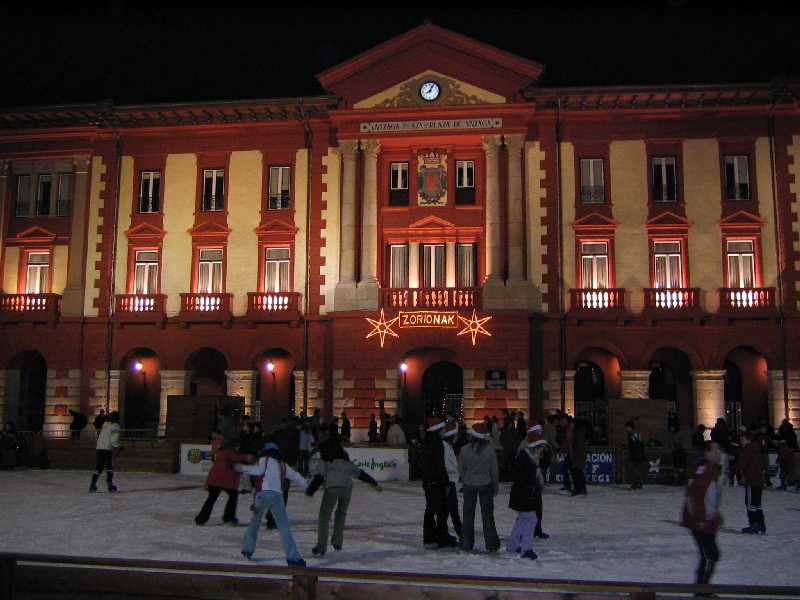
Plaza de Untzaga y ayuntamiento

Socialmente Éibar siempre ha sido un pueblo progresista. Ya en la primera Guerra Carlista muy pocos vecinos de Éibar se sumaron al bando carlista, participando la inmensa mayoría de parte liberal. Tanto es así que en 1834 se constituyó, con permiso especial del general Espartero, un batallón de combate integrado por mujeres, que ya habían demostrado su eficacia en la lucha en la defensa de la villa el 26 de julio de 1834, como el mismo Espartero dice en su misiva que remite al Ayuntamiento de Éibar: 

Como la presente solicitud de las eibarresas recae sobre la demostración práctica que han hecho ya de que saben con las armas en la mano desmentir la debilidad de su sexo habiéndolas manejado ya bizarramente a la defensa de esa villa del 26 de julio, tengo el mayor gusto en dar mi aprobación para formar el batallón que desean y ustedes se servirán pasarme las listas de las individuas que desean formarlo.

Así lo recoge textualmente el libro de la Monografía histórica de Éibar, escrito por Gregorio Mújica a principios del siglo XX. El sentir progresista de los eibarreses propició que las ideas socialistas arraigaran en sus gentes. Ya desde principios del siglo XX la presencia del PSOE fue muy importante, por lo que se puede considerar a Éibar como la capital histórica del socialismo vasco. 

### Sector primario
Centrado en los barrios rurales, está representado por explotaciones familiares en las típicas casas rurales vascas, los caseríos o baserris. Estas explotaciones agrícolas y ganaderas se combinan con el trabajo en las fábricas, por lo que tienen un carácter secundario en la economía. Sus productos se destinan al consumo propio y al comercio en los mercados de la comarca. Es relevante la explotación forestal centrada en el pino insignis que ha colonizado las antiguas campas, pasto y huertas, al tener más peso el trabajo industrial que el agrícola.

### Sector secundario
Conocida como la ciudad armera por su importante industria de armas, ha desarrollado siempre una gran actividad industrial centrada en la manufactura metálica. Sus polígonos industriales, donde ahora se recogen los talleres que en otro tiempo estaban desperdigados por todo el municipio, albergan industrias de todo tipo. Destacan la máquina-herramienta, la fabricación de escopetas, la auxiliar del automóvil, máquinas de coser, bicicletas, microfusión de precisión... un largo e importante etcétera consecuencia del dinamismo eibarrés cristalizado en empresas como Orbea, Lambretta, Alfa, BH, STAR, G.A.C.... Entre las actividades industriales es de destacar la artesanía del damasquinado que se ha producido tradicionalmente en la ciudad. Esta actividad artesana ha sido combinada con la armera, convirtiendo algunas armas en verdaderas joyas ricamente decoradas con hilo de oro. Muchas empresas eibarresas se instalaron luego en otros municipios, tanto de las comarcas cercanas como más lejanas.

#### La armería
Desde los mismos orígenes de la población se establece la industria como uno de los pilares de la economía eibarresa. La elaboración del hierro y la industria textil, común a otras poblaciones de la provincia, viene de antiguo. Ya en 1500 Esteban de Garibay hacía elogios a los tejidos realizados en Éibar.
Las ferrerías pronto dieron paso a la fabricación de armas de todo tipo. La zona comprendida por Placencia de las Armas, Éibar, Elgóibar y Ermua se denominó «zona armera», con Placencia como centro gracias a la Real Fábrica de Armas ubicada en esa villa que centralizaba el comercio de todas las armas de la comarca.
El primer documento escrito que relaciona a Éibar con la producción armera data de 1482 y es el encargo de lombardas por el duque de Medina Sidonia. En 1538 se recibe el encargo de fabricar 15 000 arcabuces, señalando la importancia que ya entonces tenía Éibar en la producción de armas. En 1735 la Real Compañía Guipuzcoana de Caracas establece una tutela sobre la producción armera. La organización de la producción venía realizándose de forma gremial agrupándose en cuatro gremios principales, que eran cajeros, cañonistas, llaveros y aparejeros. La Compañía controlaba la producción fijando precios y salarios. La Real Compañía Guipuzcoana fue sustituida por la Compañía de Filipinas.
En 1865 desaparece la organización gremial y se adopta una de corte capitalista que es acompañada por la revolución industrial y los nuevos medios tecnológicos que esta trae. Estos avances no solo tienen presencia en los medios de producción, sino también en el producto. Desaparece la llave de chispa, que se sustituye por la llave de percusión; posteriormente aparecen las armas de retrocarga y la cartuchería metálica, para dar paso al desarrollo de la pólvora sin humo, que facilita los sistemas automáticos y semiautomáticos. Aparecen las armas de repetición y los revólveres.
Pronto comienzan a crearse talleres propiedad de empresarios. Surgen en Éibar, entre otras, las firmas Anitua y Charola, Orbea Hermanos, Larrañaga, Garate y Anitua..., y en Placencia nace EusKalduna. El desarrollo industrial se hace patente y trae consigo una bonanza económica y un desarrollo social muy relevante. A principios del siglo XX Éibar contaba con 1149 armeros entre una población de 6583 habitantes.
La Primera Guerra Mundial, tras un auge en la producción, trajo una gran crisis al quedarse con un gran stock sin salida comercial, cerrarse el mercado estadounidense y complicarse el europeo. La salida de la crisis armera se realiza mediante la diversificación del producto. Esa es la época en que muchas empresas cambian la fabricación de pistolas por la de bicicletas o máquinas de coser. Esta diversificación se hace mayor según va avanzando el siglo.
Con el cierre el 27 de mayo de 1997 de la fábrica de armas STAR, Bonifacio Echeverría S.A., Éibar perdió la fabricación armera, quedando esta reducida al arma de caza y competición, sectores que sufrieron una profunda crisis en la década de 1980, estabilizándose posteriormente en una producción limitada y de excelente calidad con un componente artesanal muy alto.

#### Damasquinado
Las armas de la zona armera del Deva siempre tuvieron algún grado de decoración grabada. La introducción del damasquinado en el siglo XIX sirvió para el enriquecimiento de la decoración de la producción armera.
Junto con la decoración de los productos armeros, el damasquinado desarrolló, por sí mismo, una rama industrial artesanal propia que se expandió en los productos de joyería.

### Sector de servicios
Éibar es la cabeza de comarca del Bajo Deva y principal ciudad con una situación equidistante entre Bilbao, San Sebastián y Vitoria. Esto hace que el sector servicios esté muy desarrollado. En ella se centran los servicios comarcales de todo tipo: educación, sanidad, bancarios, comercio... La actividad industrial también cuenta con sus servicios en la ciudad; el centro de investigación o la corporación comarcal tienen su sede en ella. El comercio destaca por la presencia de grandes almacenes y de muchas tiendas de calidad al igual que la restauración. En Éibar se ubica el único centro de El Corte Inglés en la provincia de Guipúzcoa, un centro comercial de grandes dimensiones en Ego Gain inaugurado el 26 de noviembre de 2009. Los pequeños comerciantes para mejorar su posición han creado la asociación Éibar Centro Comercial Abierto. En cuanto al sector hotelero, la ciudad cuenta con cuatro establecimientos que suman 112 habitaciones.
El 18 de enero de 2007 se inauguró el Museo dedicado a la industria armera en el último piso de Portalea.

### Empresas eibarresas

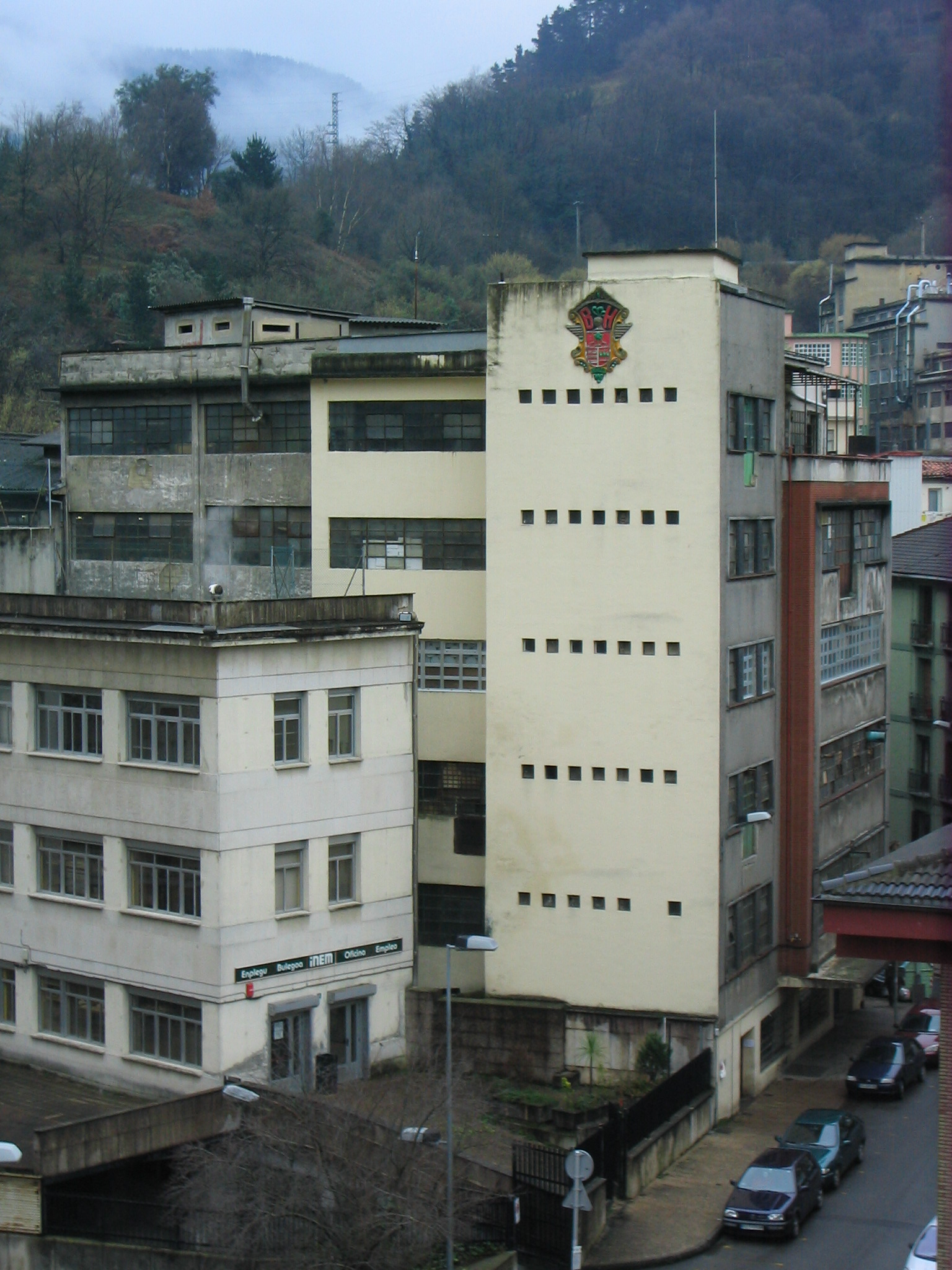
Antiguas instalaciones de BH

Las principales empresas industriales eibarresas son (más de 50 trabajadores):
- 2000 Transmisiones Europa, S.A. (Cadenas Iris): cadenas de rodillo.
- Aguirregomezcorta y Mendicute, S.A. (AGME): máquina herramienta.
- Arizaga, Bastarrica y Cía., S.A. (ABC): Compresores.
- Engine Power Comp. Group Europe, S.A.: Productos de automoción.
- Fundiciones Alfa, S.L.: piezas fundidas.
- Industrias Dej, S.A. (Teknia Estampación Dej): estampación y embutición de chapa metálica en frío.
- Jaz-Zubiaurre, S.A.: tratamiento de superficies.
- Microfusión Alfa, S.L.: piezas metálicas por microfusión.
- Microfusión de Aluminio, S.A.: piezas metálicas por microfusión.
- Talleres Protegidos Gureak, S.A.: ensamblajes eléctricos y mecánicos
- El Casco

## Demografía
Éibar cuenta con una población de 27 362 habitantes (INE 2024).
| Gráfica de evolución demográfica de Éibar entre 1842 y 2021                                                         |
| |
| Población de derecho según los censos de población del INE Población de hecho según los censos de población del INE |

En 1750 Éibar tenía 1500 habitantes. El auge de la industria armera durante el siglo XIX llevó a que cien años más tarde, en 1850, la población fuera ya de 5382 habitantes. Este incremento fue debido a una inmigración que buscaba el trabajo industrial.
A comienzos del siglo XX Éibar contaba con 6583 habitantes; en los primeros años de ese siglo tuvo un incremento relevante, llegando a la República con 15 000 habitantes. La incidencia de la Guerra Civil hizo que mermara el número de personas empadronadas en el pueblo pero el posterior desarrollo industrial dio un impulso muy importante a la población. 
A partir de los años 1940 comienza un periodo de expansión industrial. Las empresas diversifican sus productos, cambiando las armas por bicicletas, piezas para automóvil o máquinas de coser. El crecimiento económico hace que Éibar se convierta en un polo de atracción de inmigración. Entre 1945 y 1975 la población aumenta en 13 823 habitantes, llegando a alcanzar la cifra de 40 000 habitantes. La grave crisis industrial que se inició en 1973 hizo que muchas fábricas cerraran sus puertas y otras se ubicaran en otros municipios buscando mejores suelos para la construcción de las instalaciones. Esto dio origen a un declive poblacional, que apoyado en políticas de reducción de la densidad poblacional de la continuidad urbana Éibar-Ermua ha dado lugar a una pérdida progresiva de habitantes, estableciéndose a comienzos del siglo XXI por debajo de los 30 000.

## Cultura

### Patrimonio

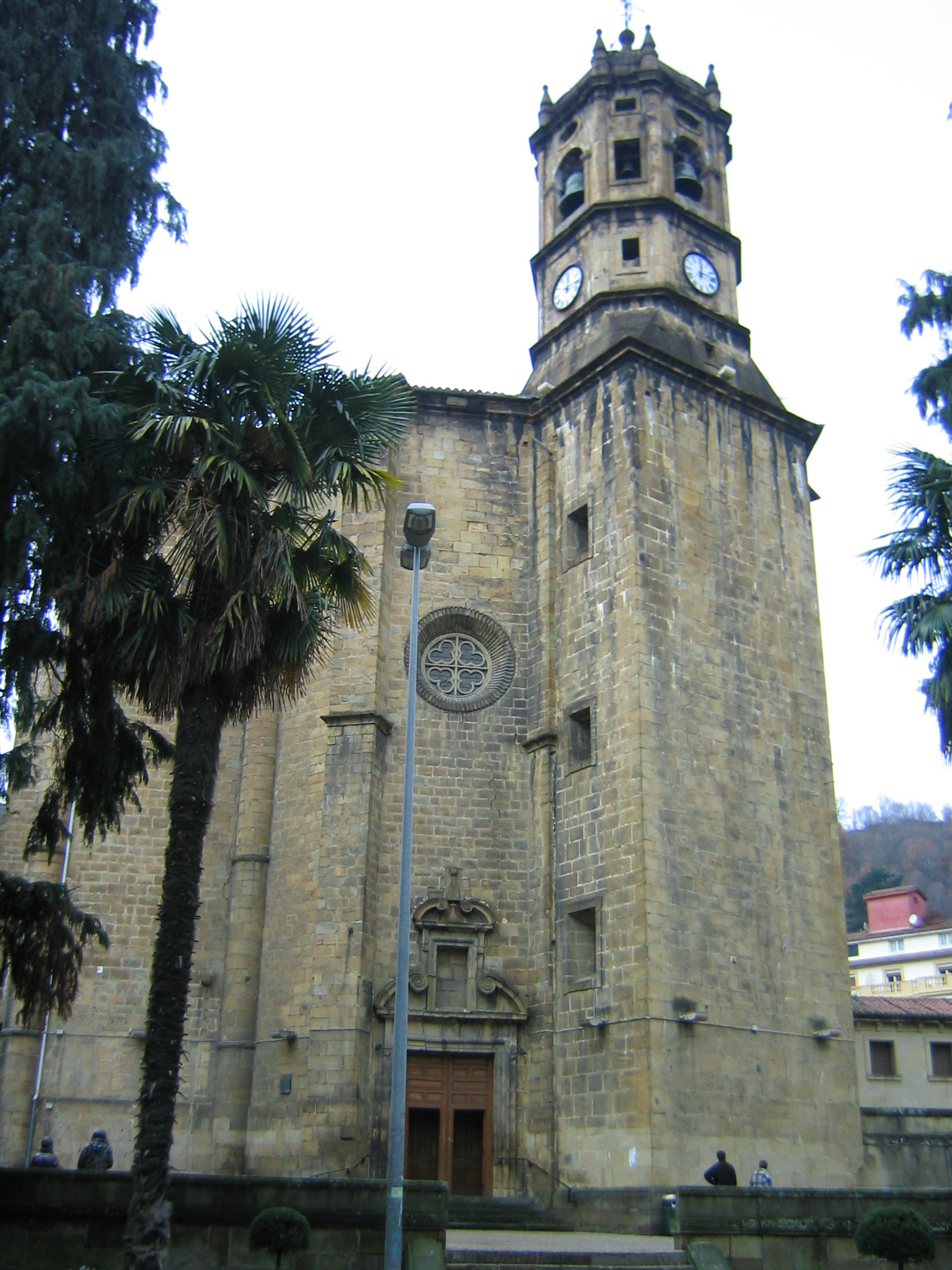
Iglesia de San Andrés

La orografía de la ubicación de la ciudad así como los hechos históricos que ha vivido ha marcado la conservación de diferentes edificios monumentales. El importante y desmesurado crecimiento, tanto industrial como habitacional, que se produjo las décadas de 1950 y 1960 unido a la escasez de suelo que la estrechez del valle produce hizo que se derribaran muchos edificios históricos que se habían salvado de la destrucción producida en la Guerra Civil. Éibar fue primera línea de frente desde septiembre de 1936 hasta abril de 1937. La destrucción fue tal que entró dentro del plan de reconstrucción de daños de guerra seguido por el organismo Regiones Devastadas. Ya a finales del siglo XVIII había sido muy dañada por las tropas francesas que la incendiaron destruyéndola casi completamente.
Edificios desaparecidos
Hay algunos edificios relevantes que se han derribado, por diferentes motivos, en los últimos años del siglo XX entre ellos destacan especialmente los siguientes:
- Palacio de Zumarán, también conocido como Indianokua, de estilo barroco realizado por Sebastián de Zumarán a comienzos de 1772 (aunque en el acta de la sesión del pleno del ayuntamiento de Éibar del 2 de febrero de 1777 se da licencia a Sebastián de Zumarán  para el uso de veinte robles bravos de los montes comunales para las obras del palacio). Durante la guerra civil de 1936 se instaló en él el 8º batallón de la UGT. Se derrivó en el año 1951.[27][28]

- Casa torre Orbea llamada también casa torre de Unzaga o casa torre zaharra de Unzaga. Ubicada en lo que es hoy la plaza de Untzaga, fue derribada para la ampliación de la misma entre 1899 y 1901. Fue construida en el siglo XVI por Juan de Orbea, que era tesorero general del reino de Aragón. Se trataba de un gran edificio renacentista con una notable portada barroca con unas medidas de 81 metros de largo por 64 de ancho. Perteneció a la familia surgida de la unión matrimonial de los Isasi con los Orbea.[29][30]

- Casa Mallea o Godoy, situada frente a la iglesia de San Andrés. Tras su derribo por los daños sufridos en el incendio del 26 de abril de 1937 en el contexto de la guerra civil de 1936, el escudo de armas se trasladó al museo de San Telmo en San Sebastián. El escudo, partido en pal con lado azul, con cinco veneras de plata en aspa y en el otro en un campo de oro una encina verde de la que pende de una de sus ramas una malla azul esmaltada en plata  con dos lobos en negro con las lenguas y los miembros en rojo al pie de la misma puestos en suerte que cogen en medio del tronco, orla en plata con ocho aspas rojas y letras interpoladas en las que se lee "Mallaegas Foruagaitic" (Con la malla por el fuego).

- Kontadorekua, el edificio fue muy dañado en la contienda civil de 1936 y luego derribado. En su interior se ubicaba la casa torre original. ligada a la familia Zuluaga, en ella nació el pintor  Ignacio Zuluaga.

- Caserío Ibargain: era una casa de dos pisos situada en entorno urbano aunque de uso rural. La planta superior tenía forma de ático, la entrada estaba conformada para ser almacén para guardar utensilios de labranza que se utilizaban en la huerta adyacente al edificio situada a su espalda. Disponía de 20 ventanas y balcones. El edificio fue construido en 1780 sobre uno anterior que databa de 1705. Estaba ligado con la torre de Ibargain y se le denominó Ibarratorria. Se encontraba sobre la estación de ferrocarril, de hecho, parte de sus terrenos fueron para la construcción de la línea ferroviaria Durango-Zumárraga. Se derribó en 2017 alegando cuestiones de seguridad.[31]

- Convento de la Concepción, edificio perteneciente a la Orden de la Inmaculada Concepción. Edificado en el siglo XVI. En 1630 el escultor vallisoletano Gregorio Fernández finaliza la ejecución de los retablos de la iglesia, de entre los que destacaba el retablo mayor. Recibió grandes daños en la guerra civil y se derribó completamente en 1977 para construir en su solar la ampliación de la escuela de Armería.[32]

- Mercado de abastos, edificio construido por Regiones Devastadas en 1945 fue demolido en 2008. Integraba el parque de bomberos en su estructura. este edificio cumplió ampliamente con su función de plaza de abastos con la única deficiencia de carecer de aparcamiento subterráneo. En 2008 se derribó con la intención de realizar un equipamiento más moderno, proyecto que fracasó[33] La piedra dintel de la entrada principal, en la que figura la fecha de inauguración y quien lo ejecutó, en el Museo de la Industria Armera.

- Alfa, la Sociedad Anónima Cooperativa Mercantil y de Producción de Armas de Fuego – Alfa se constituyó el 28 de octubre de 1920 a raíz de una dura huelga obrera. Impulsada por el entonces Sindicato de Obreros Pistoleros de Éibar, que acabó integrando la Unión General de Trabajadores, fue la primera empresa cooperativa del estado español. De aquella empresa surgid un potente grupo industrial que vivió sus años de esplendor entre 1950 y 1980.

Las instalaciones de Alfa se ubicaron cerca del centro neurológico eibarrés, muy cerca de la plaza de Unzaga, ocupando ambas orillas del río Ego, y cubriendo este posteriormente. En 1929 se levanta el primer edificio proyectado por el arquitecto Augusto Aguirre. Un inmueble con estructura de hormigón amado, de tres alturas con cubierta plana, grandes ventanales y plantas diáfanas. Tras la guerra civil, en 1943, se reconstruye ampliándolo con tres pisos más y un cuerpo anexo. A este se añadiría en 1951 el edificio de la fundición y el de oficinas, que se terminó en 1957. El edificio de oficinas tenía como elemento principal un gran chaflán curvo en el que se ubicaba la entrada principal de la empresa, amplia y robusta, elevada en altura y con los vanos de las ventanas corriendo la fachada hasta ser rotos por un elemento vertical que esconde en su interior la escala de acceso y da preámbulo a un gran rótulo con la marca de la empresa, seguido del cual, comienzan las naves de los talleres. Los edificios de talleres y oficinas fueron derribados en los primeros años del siglo XXI, entre el 2002 y el 2004, utilizándose su solar para la construcción de viviendas, un centro comercial y descubrir el río Ego.
- El Casco: Olave, Solozabal y Cía, nombre de la empresa propietaria de la marca El Casco, se fundó en 1920 como fábrica de armas (revólveres oscilantes de los calibres 32 y 38). En 1932 sacan al mercado una grapadora, comenzando así una línea de producto, la de objetos de escritorio, que se convertiría en principal a lo largo de los años. Tras la guerra civil encargan al arquitecto Raimundo Alberdi Abaunz unas nuevas instalaciones en la zona de Paguey. Se realizó una serie de edificios que se fueron levantando en sucesivas ampliaciones que conformaron un conjunto industrial de más de 10 000 m² que contaba con viviendas para los socios y empleados.

El complejo se levanta sobre un solar rectangular con una estructura de hormigón armado y consta de cuatro plantas rematada en cubierta adintelada. Las fachadas son rasgadas por vanos adintelados que permiten el paso de la luz a un interior diáfano al tiempo que aportan ritmo y orden compositivo al inmueble.
La puerta de acceso principal tiene una decoración mucho más elaborada, muy moldurada, con la placa recortada en el dintel donde estuvo la marca de la fábrica, precisamente una imagen de El Casco. Fue derribado en el primer semestre del 2021 para construir en sus terrenos un edificio de viviendas.
En un vértice del solar se construyó una casa de pisos con jardín para residencia de los socios.
Los edificios y elementos de interés que han perdurado se encuadran en la siguiente clasificación, arquitectura civil, religiosa, rural e industrial.

#### Arquitectura civil
- Casa de Unzueta, edificio del siglo XVII de traza barroca mandado construir por Ángela María de Unzueta. Dos de las fachadas, las que miran al barrio Azitain, son de piedra sillar en tonos grises. Tiene cuatro ventanas en cada una de sus cuatro plantas. Todas tienen barrotes o balcones de hierro forjado. En el centro de la fachada principal se encuentra el escudo de los Unzueta que tiene como armas; en un campo de oro un árbol verde con tres lobos atravesados y cebados con sendos corderos y una orla roja con nueve aspas interpoladas y la inscripción "todos magnanimos". El linaje de los Unzueta está ligado a al origen de Éibar.[35] En la actualidad forma parte del complejo educativo de la Salle.

- Palacio de Aldatze, edificio anterior al siglo XVII, ya que en ese siglo el que fue su dueño, Juan López de Iñarra, lo reedificó y amplió. Se trata de un edificio de planta cuadrada con tejado a cuatro aguas con un gran escudo de los Iñarra en su fachada.[36] A principios del siglo XX, sobre 1914, se establecieron en el edificio las monjas de Nuestra Señora de la Providencia, que hicieron de él centro de su colegio para niñas, llamado colegio de Santa María de la Providencia de Éibar, siendo mixto en la actualidad.

- Palacio de Markeskua o de Isasi: se trata de un edificio palaciego planta cuadrada y cuatro alturas de mediados del siglo XVI realizado en estilo renacentista. Su cubierta es a cuatro aguas y las fachadas son de sillería de arenisca. En la fachada principal sobre el arco de gran dovelaje que sirve de acceso destaca un gran escudo con las armas de los Isasi: En campo de oro un árbol de sinople y dos lobos de sable empinados al tronco y afrontados. Otros traen: En campo de azur trece torres de oro puestas de tres en tres y una de non. Fue residencia de dos hijos de Felipe II, uno de ellos, el infante Francisco Fernando, murio en ella en 1634. La reina Isabel II la visitó en 1865 y María Cristina en 1887 y 1908. En 1905 estuvo el rey Alfonso XIII y en 1927 las infantas Beatriz y María Cristina.

- Casa-torre Katillangua: edificio medieval construido entre los siglos XV y XVI. En su entorno se alzaba una ermita dedicada a San Lorenzo que databa de 1610 que mandó construir María de Mallea y se derribó en 1973 y un crucero de la misma época.[37]

- Casa consistorial: este edificio se puede considerar pionero en la construcción con hormigón en Guipúzcoa. Fue proyectada por el arquitecto Ramón Cortázar e inaugurada el 14 de septiembre de 1901.

- Teatro Coliseo: Es obra del arquitecto navarro Víctor Eusa Razquin.[38] El Coliseo de Éibar se empezó a planificar en el año 1947 como sala de cine y teatro; abrió sus puertas en el año 1949 y se cerró en el año 1987. Es un edificio expresionista y clasicista con algunos elementos de ornamentación modernista en su fachada. Su escenario era en forma de triángulo equilátero con diez metros de lado. Volvió a abrir sus puertas el 23 de marzo de 2007 después de una gran reforma dirigida por el arquitecto Martín Herrera.[39]

- Frontón Astelena: llamado la Catedral de la pelota a mano, es un frontón corto de pelota vasca en el que se pueden disputar las modalidades de mano y pala corta. Su cancha tiene una anchura de 11 m, una longitud de 41 y una altura de 9 metros. Fue inaugurado en 1904 y ha sido reformado en varias ocasiones. La última entre 2006 y 2007, para adecuarlo a las exigencias actuales. Es, junto al Municipal de Vergara, el frontón decano de cuantos acogen partidos de pelota mano profesional.[40]

- Escuela de Armería, edificio construido por del arquitecto Augusto Aguirre. Las obras comenzaron en 6 de enero de 1913; se trataba de un edificio de tres plantas de base rectangular abierto a un cuidado jardín. En la planta baja se encontraban el taller de maquinaria, el almacén, la biblioteca, el museo, el gabinete de física y la dirección; en la primera planta estaban las aulas y la sala de ajuste, con 75 puestos de trabajo. En la última planta había dos aula de matemáticas y una de dibujo.

El edificio original quedó muy dañado durante la guerra civil y fue reconstruido tras la misma. Luego, en 1950, se realizaron importantes obras de ampliación que continuaron, en diferentes etapas, hasta el final del siglo XX.
- Fuente de Ibarrecruz, conocida por muchos como «fuente de los cuatro caños» es una fuente de mármol blanco de Navarra muy popular en el municipio. La actual construcción se inauguró en 24 de junio de 1944 y fue proyecto del arquitecto Raimundo Alberdi. Esta construcción sustituyó a una anterior construida en 1892 bajo proyecto de Agustín Barrenechea y Salegui y que contaba de dos caños a los que surtía agua de un manantial dela zona de Txonta. Esta fuente se construyó por petición de los vecinos de la zona, se recogieron 118 firmas, realizada en 2 de abril de 1884 y repetida el 21 de marzo de 1889, en esta ocasión con la participación de Plácido Zuluaga. La petición debió ser nuevamente presentada el 5 de marzo de 1891. En la actualidad, el suministro de agua está servido por la red municipal de agua potable y ha sufrido algunas modificaciones y deterioros, está iluminada y para que mane, se debe activar cada grifo mediante una llave de pie.[42]

- Fuente de Urkusua, Situada en la actualidad en el parque de Urquizu sobre el río, la fuente de Urkusua se construyó sobre el año 1900 en una ubicación cercana, en los bajos del edificio industrial de forjas Errasti en el número 36 de la calle de Urquizu donde se halla el manantial de las aguas que la nutren. Está realizada en sillería de arenisca y coronada por un gran escudo heráldico. En 1976, cuando el edificio industrial se derribó para la construcción de viviendas, la fuente fue desmontada y, tras unos años de almacenaje, vuelta a montar en la actual ubicación.[43]

Junto a estos monumentos hay que destacar también la casa número 6 de la calle Txirio, así como la «Casa Sindical», edificio representativo de la arquitectura desarrollada en el franquismo, que fue construido sobre la Casa del Pueblo del PSOE y posteriormente devuelto al PSOE y la UGT.

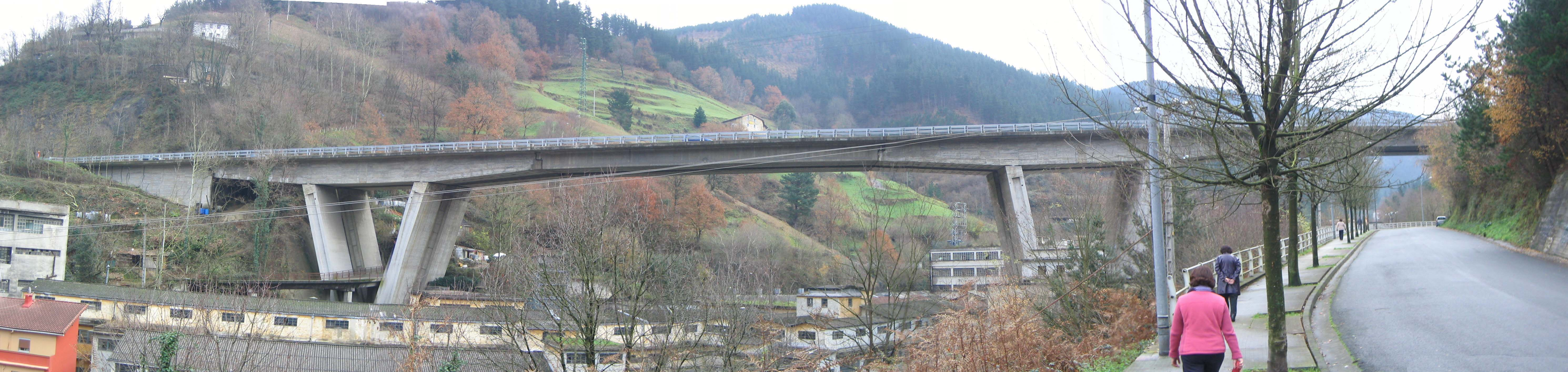
Viaducto de la AP-8 sobre Txonta. Tiene 237 metros de longitud, proyectado por el ingeniero de caminos Ginés Aparicio en 1972. Se alza sobre sendos pilares levantados verticalmente y luego abiertos en "V"

#### Arquitectura industrial
- Microfusión Alfa, la empresa Alfa, primera cooperativa industrial fundada en 1920, fue la empresa más importante de Éibar y contó con un relevante edificio ya desaparecido. Dentro de las diversas actividades del Grupo Alfa en 1953 abre una planta de mimicrofusión que en 1975 amplia y traslada a nuevas instalaciones. El proyecto de estas fue encargado al arquitecto Miguel Ángel Lazpita Barrenechea quien diseña un edificio representativo con una imagen atrevida y dinámica, rodeado de un pequeño jardín y conformado por tres cuerpos diferentes, destinados a tres usos, también diferentes, oficinas, servicios y fabricación interconectados por un corredor cubierto.

Las oficinas están resuelta mediante un muro cortina quebrado, de perfil dinámico, coronado por un remate metálico poligonal, cierra el conjunto en su parte más visible en el que se ubica la caja de escalera totalmente acristalada que destaca sobre el resto de la edificación siendo punto de referencia exterior de la misma. El acristalamiento de la caja de escalera, que contiene una monumental escalera de hormigón armado visible desde el exterior, se funde en un muro cortina que corre la fachada pero de forma zigzagueante. La fachada acristalada, convertida así en carta de presentación de la planta, alberga también una zona de exposición de productos fabricados.
Junto a la zona ajardinada que recorre toda la longitud de la planta por el lado visible por el público, se ha puesto un muro de hormigón impreso con la marca de la casa.
- Aguirre y Aranzábal AYA (Portalea), antiguo edificio industrial de la empresa escopetera Aguirre y Aranzábal, AYA. Es un edificio industrial racionalista hecho en hormigón en varias plantas. Proyectado por el arquitecto Raimundo Alberdi y Abaunz en 1936 y construido unos años más tarde. Entre 1956 y 1960 se realizaron obras de ampliación, que le dan su aspecto actual.

Aguirre y Aranzabal ocupó el edificio hasta 1985 en que, formando parte de la fracasada reconversión de la escopeta que auspiciaba el gobierno vasco, abandonó el mismo, que pasó a manos municipales. El cuerpo central de comunicación, que alberga las escaleras y los ascensores, sobresale en altura sobre las escalonada estructura de terrazas que culminan los demás pisos. Sobre él se dibuja un león, símbolo de la marca de escopetas, y después de la remodelación para convertirlo en casa de cultura realizada por los arquitectos Javier Marquet Artola, Luis María Zulaica Arsuaga y José Manuel Muñargorri Palá, en el año 1996 que fue el año en que pasó a ser la casa de cultura de Éibar, denominándose «Portalea» como recuerdo de la ubicación en la zona de una de las entradas a la villa. En estas instalaciones se ubican, entre otros servicios, la biblioteca municipal, una sala de exposiciones de 700 m², una sala de conferencias de 113 butacas y el Museo de la Industria Armera de Éibar.

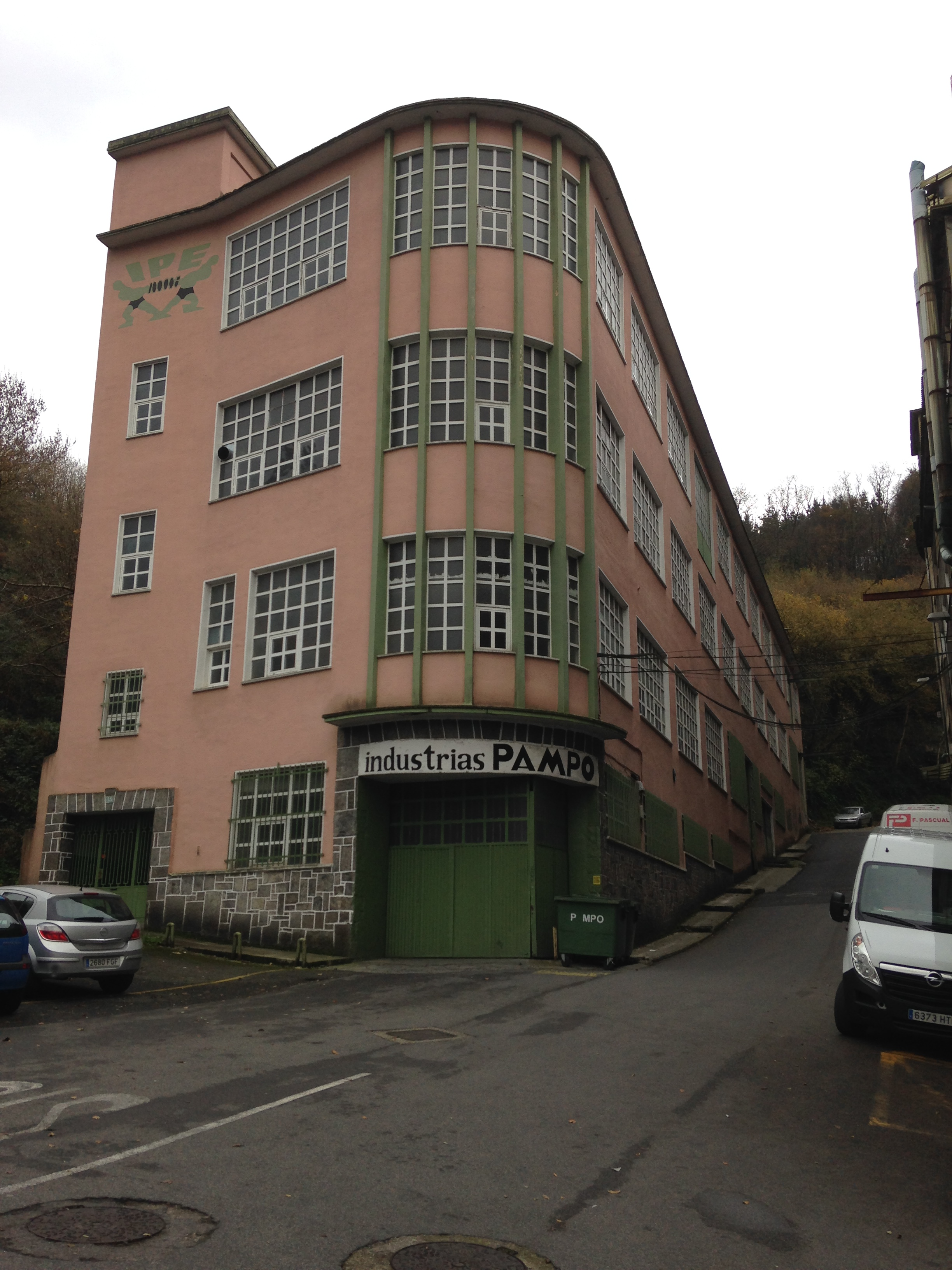
Antiguo edificio de Ojanguren y Marcaide (OJMAR), actualmente Industrias PAMPO

- BOJ: en 1905 se funda la empresa Barrenechea, Olañeta y Juaristi BOJ por Manuel Barrenechea, Bernardo Olañeta y Vicente Juaristi. Se dedican a hacer plantillas para los armeros y damasquinadores así como herramientas para veterinarios, luego su producción iría por la línea de pequeña ferretería doméstica, cuyo producto estrella fue el sacacorchos, en especial el de doble palanca patentado en 1932. Tras la guerra civil deciden construir unos nuevos talleres en la calle Macharia y encargan el proyecto al arquitecto Raimundo Alberdi Abaunz que en 1939 levanta un inmueble funcional en hormigón armado sobre una planta rectangular y de dos alturas con cubierta plana en terraza para futuras ampliaciones.[46]

- Lambretta: la empresa Lambretta Locomociones construyó dos edificios contiguos (que aún se conservan), uno dedicado a talleres y otro a oficinas, que tienen características relevantes.

El proyecto fue encargado en 1953 al arquitecto Joaquín Domínguez Elósegui, que también realizó modificaciones en los años 1956 y 1960. La definición de las necesidades de la empresa así como la influencia de las construcciones de la industria automovilística italiana (las actuaciones para la Fiat del ingeniero Giacomo Matté) fueron empleadas en un óptimo aprovechamiento del suelo. La terraza de la edificación se empleó como pista de pruebas para motocicletas donde se podía alcanzar una velocidad máxima de 50 km/h.
El edificio destaca por su gran tamaño, se alza sobre un amplio plinto recubierto de lajas de piedra irregular. En él toman cuerpo todas las características de la arquitectura industrial en donde la búsqueda de luz hace que los grandes ventanales tomen el protagonismo en las fachadas llegando a hacer desaparecer el muro, todo ello fabricado en hormigón. Los rectos perfiles pierden protagonismo en la cumbrera en donde mediante una combinación de curvas alojaban el nombre de la empresa. El interior es diáfano, haciendo del espacio abierto la clave principal para la instalación de la maquinaría necesaria para la producción.
Adosado al gran edificio de talleres se ubica el administrativo. Este, proyectado junto al otro, no fue construido hasta 1956. Elósegui adopta el esquinal curvo que facilita la adaptación de las fachadas y resuelve el acabado exaltando el protagonismo constructivo para dar relevancia a la marca. El esquinal curvo sobresale en altura y se alza el pináculo que da base a los mástiles de las banderas de la marca.
En el interior, en sus cuatro plantas, se ubican las dependencias técnicas y administrativas. La recepción, que fue diseñada para dar imagen de la empresa, es de donde parten las escaleras y el ascensor. El cuidado del diseño se ve en la nobleza de los materiales utilizados para su decoración, materiales como los mármoles traventinos y los jaspes, maderas nobles... dan idea de la importancia de este espacio. La primera planta alberga las oficinas técnicas y administrativas junto a los despacho de la alta dirección (gerencia y director técnico) la zona curva se reserva para la sala del consejo. Las demás plantas albergan archivos y otros servicios. El revestimiento exterior de este edificio era en ladrilleta de cara vista.

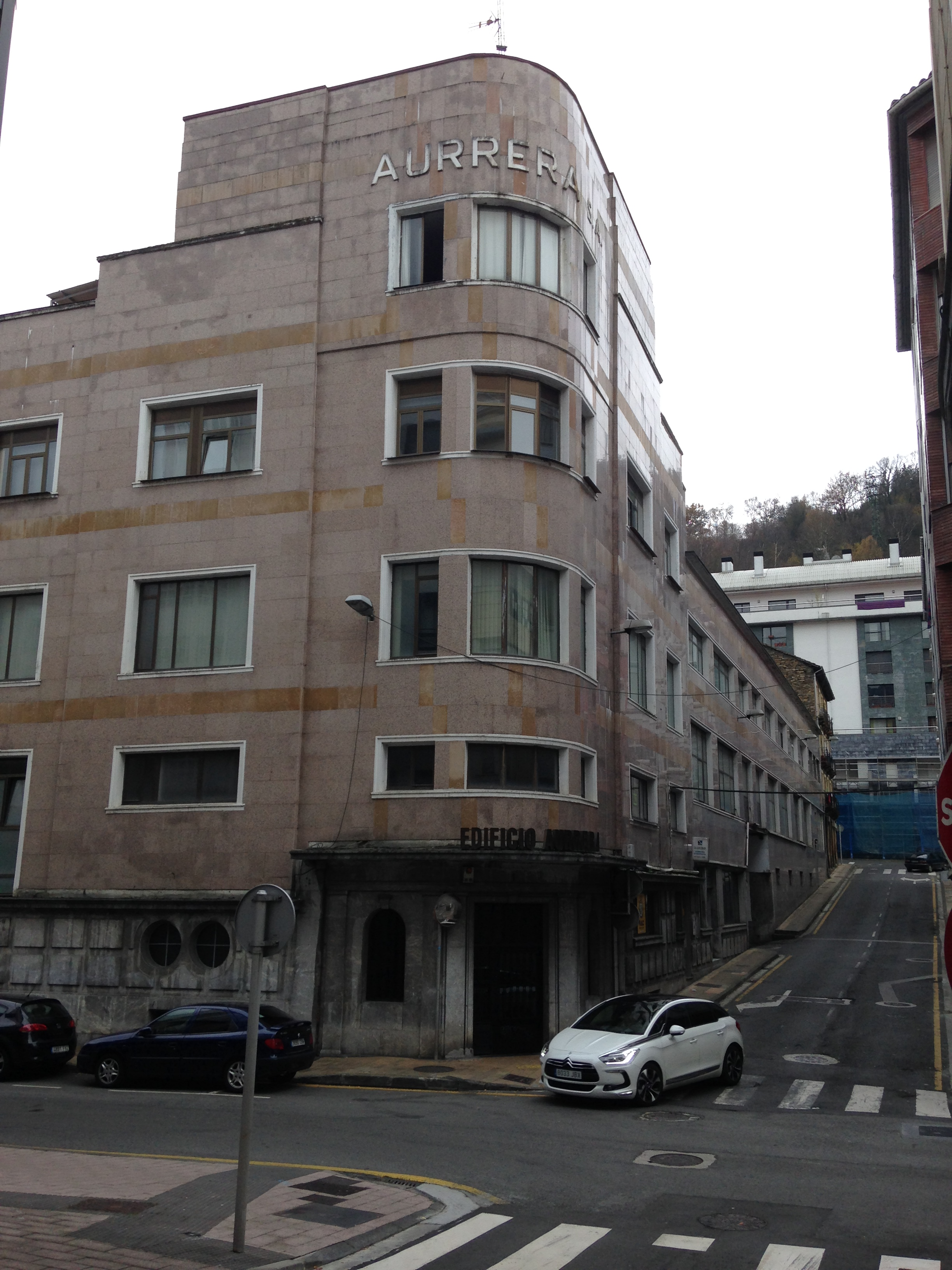
Edificio de la antigua fundición Aurrerá reutilizado como oficinas y locales comerciales así como garajes

- Fundiciones Aurrerá se fundó en 1833 con el nombre de Sociedad Anónima Aurrera con el objetivo de atender las necesidades de hierro maleable de los armeros eibarreses. Se ubicó en la calle Bidebarrieta, cerca de la orilla del río Ego (hoy la calle donde está el edificio se llama Fundidores (Urtzaile en vasco). Tras la guerra civil, en 1940, se decide construir unas nuevas instalaciones y encarga el proyecto al arquitecto Raimundo Alberdi Abaunz quien diseña un edificio de pisos, con estructura de hormigón armado y cubierta aterrazada.

El edificio de oficinas contrarresta al resto del conjunto industrial, que tiene un desarrollo horizontal, al ser una solución realizada el altura, en un chaflán redondo y amplio que crece como una torre. Crea un conjunto funcional, de líneas geométricas puras, que esconde en su interior la fábrica, la fundición. Amplios espacios diáfanos de gran altura y con amplia ventilación que se conforma en las aperturas que coronan las bóvedas de cañón de las naves.
La fachada fue remodelada en 1990 dándole otro acabado. Las naves se dedicaron a otros usos manteniendo el conjunto vivo.

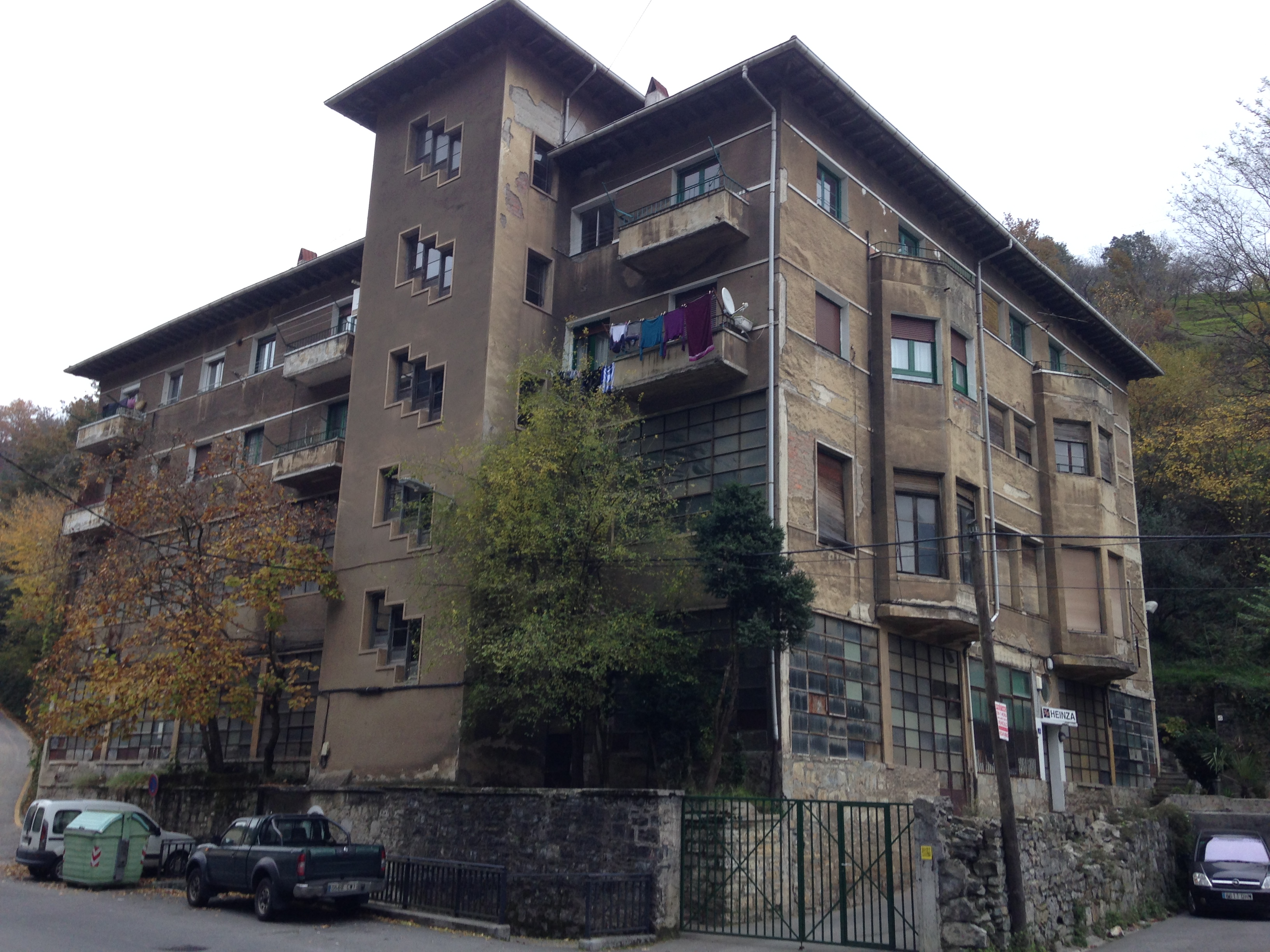
Edificio industrial y de viviendas taller de Pablo Soroa-Heinza

- Taller de Pablo Soroa-Heinza, situado en la zona industrial de Matsaria es un ejemplo de convivencia de talleres y viviendas y de estilo racionalista. Fue construido por el arquitecto Raimundo Alberdi Abaunz en 1938 por encargo de Pablo Soroa para su empresa que se había asentado en los años 1920 en el entorno de la estación del ferrocarril de Éibar. En 1932 la línea de producción de la empresa estaba centrada en las herramientas manuales y su marca principal era Hercules que en 1994 pasaría a ser Heinza. Tras la guerra civil, reconstruye sus talleres con esta construcción tan singular. Las dos primeras plantas son de uso industrial, mientras que el resto son residenciales.

El edificio tiene una planta cuadrangular sobre la que se alza una estructura de hormigón armado con cubierta tradicional (no la terraza plana que posibilita la ampliación) a cuatro aguas y teja plana. Las líneas generales siguen a las utilizadas por la industria de la época, amplios ventanales que garantizan la iluminación interior, sobriedad constructiva y ausencia de decoración que queda reducida a los vanos escalonados y adintelados que jalonan la caja de escalera, un recurso de gran expresividad que singulariza el edificio y lo convierte en uno de los más representativos de Éibar.
- Mendiguren y Zarraua: situada en la calle Arragüeta, esta construcción albergó en la segunda mitad del siglo XX a la empresa Mendiguren y Zarraua, dedicada a la fabricación de muelles y trabajos de alambre. Se trata de una casa de vecindad y naves industriales. Fue obra de Raimundo Alberdi y Abaunz y se realizó en 1943. Es un edificio en forma de «L» de 8 alturas construido en hormigón armado de las que el sótano, la planta baja y la primera planta estaban dedicadas a la actividad industrial y el resto a viviendas. La esquina achaflanada, típica en las construcciones eibarresas de esa época, es de falso sillar hasta la primera planta, la parte superior, la dedicada a viviendas, tiene un balcón que rodeaba toda la fachada con sus antepechos de hormigón masa, adoptaba una forma curva. El último piso se remataba con una cubierta de teja curva. En 1953 se amplían las naves industriales (obra de Joaquín Domínguez Elósegui) y en 1957 se cubre parte del río Ego (obra de Arístegui y Martínez Anido). Tras la ubicación de Mendiguren y Zarraua en la localidad de Abadiano (Vizcaya) las naves se reconvirtieron en locales de oficinas y comercio.[50]

- Beistegui Hermanos (BH): se trata de un par de edificios situados en el paseo de Urkizu, uno haciendo esquina con la calle Víctor Sarasqueta y el otro entre la calle Bidebarrieta y Arragüeta, ambos fueron levantados por la empresa Beistegui Hermanos en 1926. El maestro de obras fue Fernando Zumarraga. La empresa se creó en 1910 como fábrica de pistolas. En 1923 cambia las armas por la fabricación de bicicletas, que sería su producto principal llegando a ser una de los primeros fabricantes de bicicletas de España. En 1926 se comienza la edifciación de un nuevo edificio de hormigón inicialmente de dos plantas con cubierta plana, antes de que terminaran las obras se añade una nueva planta, luego se ampliaría hasta las seis actuales. La esquina se corrige con un ángulo achaflanado donde se ubican la zona de oficinas albergando en su parte alta el escudo de la firma. Luego se levantaría un nuevo edificio a su lado, y sobre el río Ego, que completaría las instalaciones de la empresa. Tras la marcha de Beistegui Hermanos a Vitoria, el ambos edificios fueron reutilizados para nuevos usos de todo tipo.[51]

- OJMAR: la empresa Ojanguren y Marcaide OJMAR, creada en 1917, encargó en 1957 al arquitecto Ramón de Martiarena una nueva edificación para sus talleres en la calle Arane, talleres que hasta entonces estaban en la calle 2 de mayo cerca de la plaza de Unzaga. OJMAR, que tenía como actividad principal la producción de pistolas y luego de carabinas de aire comprimido, cambió su línea de productos para centrarse en la fabricación de artículos de cerrajería. En 1998 OJMAR se trasladó a Elgoibar y el edificio fue ocupado por Industrias Pampo dedicada a la fabricación de muelles.

Ramón de Martiarena diseñó una edificación que se adaptaba al terreno en pendiente donde se ubicaba. Realzó una gran estructura de hormigón armado de cuatro altura cerrada con os fachadas curvas de gran expresividad y con cubierta plana en previsión de futuras ampliaciones. Es un edificio de gran fuerza visual en donde, alegado de la corriente de la época, se ha dado espacio a una cierta decoración. Los dos chaflanes curvos refuerzan, por el tratamiento de los vanos en ellos, la plasticidad de la fachada creada por la pureza de sus líneas, la expresividad por las puertas en curva y el contraste entre el zócalo pétreo y el muro liso. El chaflán inferior, que es el de mayor visualidad por su ubicación, es donde se ha colocado la puerta principal de entrada a la empresa. Puerta que ocupa toda la curvatura. Sobre ella se alzan verticales cinco líneas de ventanas en cada una de las plantas enmarcados por seis fajas verticales de hormigón. En el chaflán posterior se abren dos ventanales en cada piso adaptadas a la curvatura de la fachada. La fachada principal, recta, corre adaptándose a la pendiente de la calle, en su centro se sitúa la puerta de acceso a los talleres, en cada piso cuenta con grandes ventanales que hacen de las fachadas queden, casi en su totalidad, abiertas a la luz natural.
El interior resulta diáfano, solo roto por las columnas de la estructura de hormigón. Las plantas están perfectamente comunicadas mediante un sistema, muy racional, de escaleras y montacargas permitiendo una fácil comunicación y gestión del paso de las personas y de las piezas de producción. Es un edificio con estructura netamente urbana con marcada personalidad, adaptado a las necesidades y al entorno y de mucha flexibilidad de utilización.
- Análisis del edificio de Industrias PAMPO (anteriormente OJMAR)

#### Arquitectura rural
Hay una serie de caseríos interesantes, entre ellos están; Eguiguren, Untzeta, Zelaia, Zozola, los de Kutunegieta que forman un conjunto definido, Areta, Iraegi Handikoa, Barrenetxea, Gisasola, Suinaga, Iraragorri, San Juan, Ezkaregi, Ibar-gain, Pagei, Aritxulueta y Mandiola Azpikoa. Los caseríos Kutunegieta, Kutunieta o  Kutunetxiak, de los cuales el denominado Kutunegieta Barrenengoa "Narru" es el de mayor tamaño, que fue  casa solar de los Kutunegieta destaca el escudo de armas sobre la puerta. En el vecino Kutunegieta Erdikoa o "Erdiko" la cruz sobre el acceso de la puerta de la fachada trasera.
- Palacio de Sagartegieta, también llamado Sarteitta, situado en el barrio de Málzaga. Se trata de un palacio rural de estilo neoclásico del siglo XVIII. Esta casa torre perteneció a las familias de Sustaeta y Sagartegieta que fueron influyentes en la zona. Es un edificio planta cuadrada con una pequeña torre y un escudo de armas sobre la entrada principal con la leyenda Soy Sagartegieta. Más abajo, un adorno rodea la inscripción «Vinculada en 13 de maio de 1655 y corroborada en 23 de maio de 1765». Después de la guerra civil el edificio quedó abandonado. Declarado de Interés Cultural el 19 de noviembre de 1980.[54]

- Caserío Egocheaga, datado del siglo XVIII. La familia homónima se dedicaba a la industria armera. Algunos de sus miembros se trasladaron a Asturias, en el siglo XIX, donde se instalaron fábricas de armas: en Trubia y en La Vega, Oviedo, para alejarlas de la frontera francesa. Descendientes de los Egocheaga, en Asturias, son Teodoro López-Cuesta, ex-rector de la Universidad de Oviedo y Jorge Egocheaga, alpinista y médico.[55]

- Caserío Zozola, declarado bien de interés cultural del País Vasco. El edificio original era de planta rectangular de 18x15 metros aproximadamente, se desarrollaba en dos plantas y se encontraba cubierto por un tejado a dos aguas. Hoy en día presenta un volumen más alto al sur, con una planta más y cubierta a cuatro aguas.

- Kutunegieta Erdikoa, edificio de dos plantas y camarote de planta rectangular con caballete perpendicular a al fachada principal, con cubierta a dos aguas. Hecho de mampostería y remates en sillería. Planta baja con dos accesos y dos ventanas, primera planta con balcón y tres ventanas. A los lados y en la trasera tiene anejos adosados, en la trasera una ventana de traza gótica. Declarado de Interés Cultural el 14 de octubre de 1997.[56]

- Kutunegieta Goengua, pequeño caserío de una planta y desván de planta rectangular y cubierta a dos aguas y caballete perpendicular a la fachada principal. Realizado en mampostería con remates de sillería en caliza. El desván, abierto en el hastial, presenta un poste-pendolón central y dos postes simétricos a los lados. El espacio entre ellos está cerrado por una galería de ventanas de madera rebajadas originarias del siglo XVI. Declarado de como Bien de Interés Cultural el 14 de octubre de 1997.[57]

#### Arquitectura religiosa

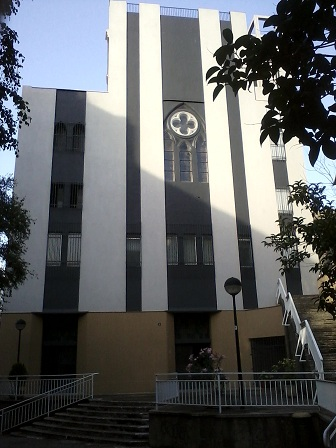
Iglesia del Carmen

Dentro de este apartado hay que destacar elementos como el cementerio de Aguinaga, algunos elementos del cementerio de Urki, las cruces de Arrate (la que corona su cumbre) y Urki y las ermitas de San Salvador, San Pedro de Akondia, San Román de Zelarte, San Ildefonso de Santutxua, Santa Magdalena de Gorosta, San Martín de Eguia, San Salvador y Santa Cruz. A lo largo del tiempo algunas ermitas e iglesias han desaparecido, como la iglesia del complejo de los Orbea, o la ermita de San Rafael en Málzaga. En Éibar llegó a haber hasta 9 ermitas.
- Iglesia de San Andrés, aunque proyectada y edificada en los siglos XVI y XVII, responde a los patrones góticos, por su sistema constructivo y sus formas, que siguen vigentes en gran parte de Europa, sobre todo la del norte, con referencias a los modos renacentistas (columnas, coro, ventanas y óculos), y barrocas (portada). Se trata de un edificio que emerge en el paisaje urbano de las dependencias parroquiales anexas, más modernas, y de la plaza-plataforma, construida sobre una planta comercial con cubierta plana y accesible, sin valor arquitectónico.

El edificio, de volumen fuerte, muestra el sencillo plan interior. Resaltan la forma singular de la torre y los volúmenes menores de los dos remates ochavados del presbiterio y los pies, además de los elementos constructivos principales, como los contrafuertes. Todos los cuerpos, excepto la torre, se protegen mediante cubierta de faldones inclinados, con la cumbrera paralela al eje mayor y resolución a varias aguas adaptadas a la planta.
- Santuario de la Virgen de Arrate, las primeras noticias del santuario datan de 1498, y se localizan en documentación referente a los montes comunales de la zona, en la que se hace alusión a la Virgen de Arrate. Actualmente está convertido en santuario y la estructura que presenta pertenece al siglo XVII. Consta de una sola nave rectangular, con una bóveda artesonada de madera, de la que cuelga un exvoto marinero en forma de pequeño barco. Cierra la nave una reja de hierro, de estilo barroco. Hay una aguabenditera gótica en la entrada proveniente de un edificio anterior.

En el interior se puede contemplar el altar mayor, enmarcado por cuatro columnas salomónicas y presidido por la Virgen de Arrate, de estilo gótico, que pertenece a principios del siglo XIV. A ambos lados de la imagen se sitúan cuatro lienzos del pintor eibarrés Ignacio Zuloaga, que fueron donados por su autor. Sobre la virgen, y coronando el conjunto, se halla una pintura mural de estilo renacentista, presentada como fondo de un Cristo crucificado.
- Ermita de Azitain, citada ya en 1556 como «Nuestra Señora del Palacio» y en 1571 con el nombre actual de «Nuestra Señora de Açitayn». Tiene un pórtico de 17864 realizado mediante un arco de medio punto. Se restauró entre 1989 y 1991, diez años antes habían sido retirados algunos altares que se suponen carecían de valor. En ella destaca un cristo crucificado imberbe, barroco del siglo XVII a tamaño natural y una interesante Virgen con Niño, posiblemente del siglo XVII.[59]

- Iglesia parroquial de San Miguel Arcángel de Aguinaga,  situada en el barrio rural de Aguinaga fue construida sobre un templo anterior cuyas primeras referencias documentales datan del siglo XVI. La torre y el pórtico, de traza eminentemente rústica, fueron reconstruidos en 1941 tras ser derribados por un temporal en febrero de ese mismo año. En el interior destaca la pila bautismal de traza medieval y un grupo escultórico de María y el Niño gótico..[60] Este templo da servicio de parroquial a los vecinos del valle o cofradía de Soraen, las primeras noticias del templo se remontan a 1555 tiempo del que data el actual edificio.

- Crucero de Urki, situado el la parte alta del barrio eibarrés de Urki es un crucero del que hay referencia escrita en el año 1506 (es nombrado junto a los de Ibarra y Ulsaga) ubicado en las cercanías de la calzada que unía Éibar con Elgueta. Cerca de él se ubicaba la ermita de San Lorenzo que databa de 1610 (la mandó construir María de Mallea) y se derribó en 1973 al construirse la autopista AP-8. Sobre dos gradas redondas de caliza de 180x130 cm de diámetro y unos 20 cm de alto se ubica una tercera grada cuadrada en arenisca de 81 cm de lado por 27 cm de alto. Sobre ella el pedestal cuadrado de 75 cm de altura. La basa con plinto y toro y tiene 37 cm de lado y 18 cm de altura. Sobre la misma el fuste de la columna liso y de una sola pieza con éntasis (el diámetro oscila entre los 23,5 cm de la base, los 24 cm de la éntasis y los 22 cm de la parte superior) y 185 cm de altura. La cruz, ubicada sobre un capitel con collarino y ábaco cuadrado de 30 cm y 18 cm de altura, es una cruz griega de brazos de 30 cm y perfil redondo de 12 cm de diámetro. En el anverso está Cristo crucificado y en el reverso la Virgen María. La altura total del crucero es de 4,35 m. En su entorno se ubica la casa-torre de Takillangua.

- Iglesia de Nuestra Señora del Carmen, perteneciente al convento de Carmelitas Descalzos que se asentó en Éibar en 1934. Es un templo de estilo neo gótico comenzado a construir en el año 1941 e inaugurado en 1956. Consta de tres naves, la central más alta que las laterales separadas por sendas hileras de columnas. El acabado exterior es de la década de los años 1990.

#### Urbanismo
Un hito importante en la historia industrial de Éibar fue la Exposición de Productos Industriales de 1908. Esta exposición, inaugurada el 20 de agosto en plenas fiestas éuscaras y visitada por el rey Alfonso XIII, era el colofón del desarrollo industrial eibarrés. La muestra de la particular revolución industrial de la entonces villa que había pasado del trabajo gremial al industrial. Este desarrollo, que continuó a lo largo del siglo XX hasta la crisis de 1973, y que tuvo su máxima expresión en las décadas de 1950 y 1960, tuvo su reflejo en la arquitectura y el urbanismo de la ciudad.
La complicada orografía eibarresa (el valle del río Ego es muy estrecho y abrupto) obligó a realizar un aprovechamiento del terreno singular, que unido con la tradición gremial, especialización de diferentes labores en pequeños talleres e incluso domicilios, llevó a un desarrollo urbanístico y arquitectónico muy determinado en donde la industria, entremezclada con la vivienda, condiciona el crecimiento urbano de la población. El libro Industria guipuzcoana de la cuenca del río Deva, 1956–1957 editado en San Sebastián en el año 1957 define así el problema; 

Las dificultades crecientes de falta de terreno, a causa de la difícil topografía que la circunda, obliga a establecer talleres apretados y de una gran densidad de máquinas y operarios, o bien a un desarrollo vertical, multiplicando así el aprovechamiento del terreno con el número de plantas superpuestas, lo que hace que adquiera su estructura, en algunos sectores de la villa, el aspecto de importante población que presenta.
El problema de la vivienda en Éibar, como consecuencia de su vertiginoso aumento de población, presenta caracteres agobiantes ante las escasas posibilidades de espacio, estando obligados a construir densidades de edificaciones fuertes y a urbanizar las empinadas laderas que rodean la villa, lo que lleva aparejado obras y movimientos de tierra muy costosos.

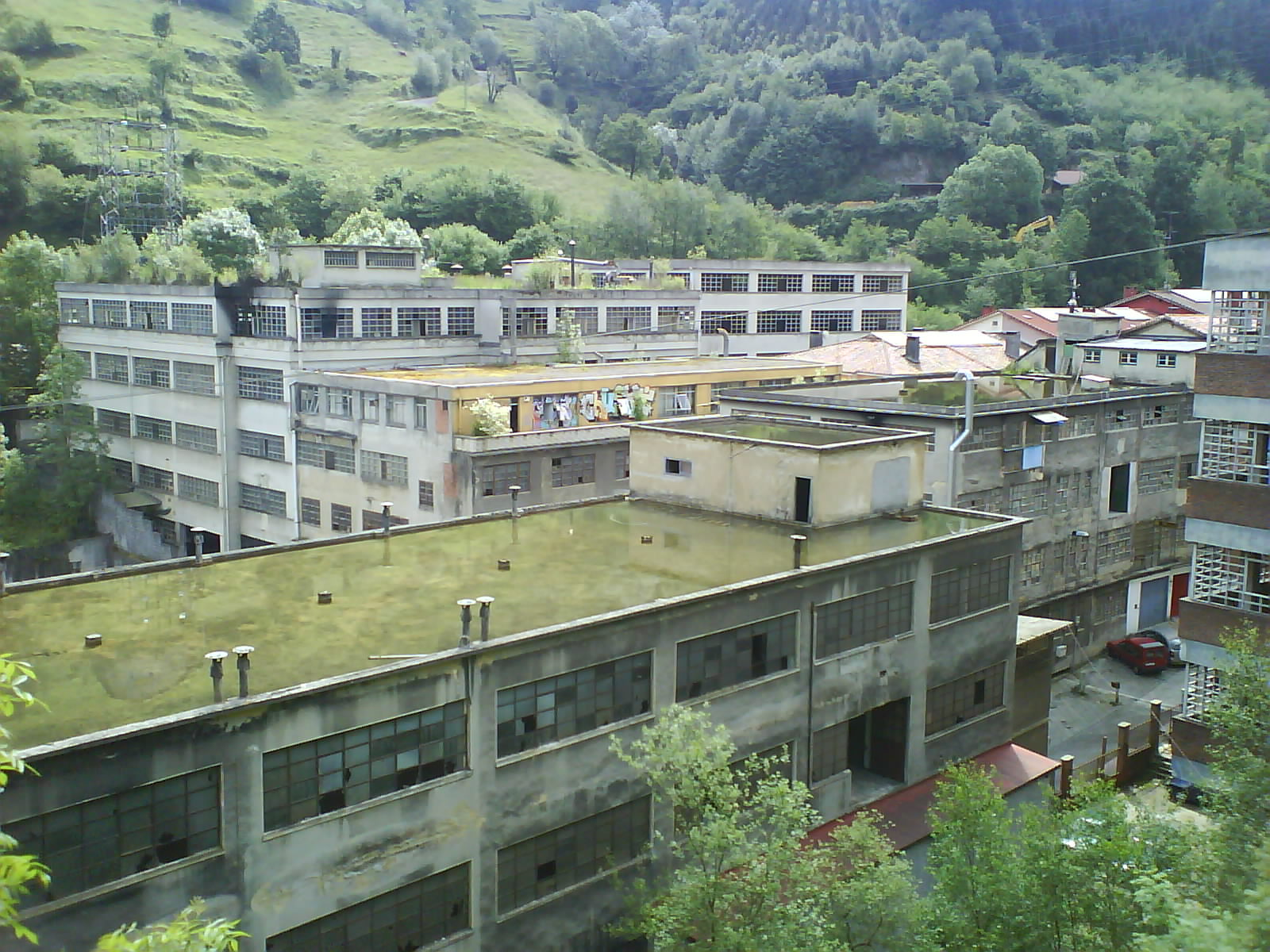
Edificios industriales del barrio de Txonta

La industria comienza a salir del taller gremial y comienza a precisar terreno para el establecimiento de las naves. La escasez del terreno obliga a realizar construcciones verticales y adaptadas a la orografía, por un lado realizando fuertes desmontes y por otro realizando edificios en los que sus plantas se adaptan a la irregularidad del terreno. Las compañías más fuertes realizan pabellones industriales grandes y adaptados, pero la organización social del trabajo en Éibar, donde la herencia del gremio está presente y la paridad entre patronos y obreros era muy alta (incluso se ha llegado a definir de comunismo blanco) dio como resultado la creación de un sinfín de pequeños talleres intermezclados. De esta forma se conforma un tejido urbano de pequeños talleres unidos a las viviendas (normalmente ubicados en sus bajos) rodeados de pabellones de industrias más grandes. Esto ya toma cuerpo a principios del siglo XX. El desarrollo industrial estuvo apoyado por la rápida electrificación que se basaba en la inversiones particulares de los empresarios más potentes que vendían la electricidad que les sobraba en sus industrias a los pequeños talleres y el sistema de pago por trabajo hecho con el que se relacionaban los talleres entre sí.
El modelo constructivo típico es un edificio de pisos, hecho de hormigón (en los primeros tiempos de estructura de madera), que en realidad eran diferentes talleres de planta rectangular puesto uno sobre otro. Las obras fueron realizadas principalmente por maestros de obra, siendo la presencia del arquitecto menor. Esta arquitectura estuvo condicionada por aspectos de practicidad, funcionalidad y economía constructiva y decorativa.
Las primeras naves se construyeron en los terrenos de labor de sus propietarios, todavía fuera del núcleo urbano pero próximo a él. Eran construcciones realizadas con materiales tradicionales, estructura de madera, muros de mampostería, tejados de teja, uno o dos pisos de plantas diáfanas e iluminadas con luz natural mediante grandes ventanales a lo largo de los cuales se ubicaban los puestos de trabajo, dejando el centro de las plantas para la maquinaría. La ornamentación de las fachadas era muy escasa, aunque en algunos casos se resaltaban las molduras de los vanos de puertas y ventanas. En aquellas obras donde se construía encima la vivienda, esta era dignificada con mayor ornamentación. La escasa ornamentación que se usaba llevó al ayuntamiento a ordenar embellecer algunas edificaciones.
Característica de las construcciones industriales eibarresas fue el chaflán que se utilizaba para la integración del edificio en el entorno cuando este se ubicaba en un solar esquinero. Desde los edificios de Beistegui Hermanos BH, en Urkizu, hasta los pabellones de Alfa, pasando por el gran edificio de Lambretta, el chaflán se convirtió en la fachada principal de acceso, en el lugar donde se situaba el acceso principal a las oficinas. En él también se ubica el hall, en el que se representaba, mediante una cuidada decoración, la imagen de la empresa. 
La cubierta pasó a ser plana con el uso del hormigón. Normalmente se realizaba una cubierta plana rellena de agua, o con una capa de hierba, que sirve como aislante térmico, permitiendo la fácil ampliación de la edificación. El acceso a esta cubierta se realiza por la escalera, de forma que la caja de la misma deja de estar oculta sobresaliendo de la edificación.
El uso del hormigón facilita la diafanidad de las plantas y la iluminación de las mismas. Los muros ceden paso a los ventanales, que ocupan casi todo el espacio entre pilares.
Declaración de Interés Cultural
El casco histórico de Éibar fue declarado de «Interés Cultural» el 12 de febrero de 1998. Las características propias de su ubicación, situación fronteriza, dentro de las rutas comerciales que unen la cornisa cantábrica con la meseta ibérica y las características orográficas conforman un conjunto de interés, más aún con los cambios acaecidos en el siglo XX que hacen invisible la estructura urbana de la villa medieval.
Se delimita el área de interés al terreno entre la línea de números pares de la calle Toribio Etxebarria comenzando en el 16 al seis de la calle de Bidabarrieta y de allí hasta la esquina de Iparkale con Bista Eder kalea, para seguir por los números pares de esta calle hasta pasar por las traseras de Txiriokale y de nuevo a Toribio Etxeberria.
La iglesia de San Andrés es el único edificio relevante dentro del área de interés y el área se conforma a su alrededor. En la manzana formada por las calles Iparkale y Txiriokale, así como el tramo de números pares de esta última calle, se puede rastrear el característico solar villano de estrecha fachada y solar alargado.

### Lengua
En Éibar, junto al castellano, se habla el euskera en la variedad occidental o vizcaína, con ciertas particularidades. A este euskera se le denomina «euskera eibarrés», euskeria en euskera. Los municipios de la comarca del río Deva conforman esta variante de la lengua que se extiende por los municipios vizcaínos de Ermua, Mallavia y los guipuzcoanos de Anzuola, Vergara, Éibar, Elgueta y Placencia de las Armas. La variedad eibarresa del euskera ha sido motivo de varios estudios que han sido publicados, entre los que destacan obras como las de Toribio Echeverría Flexiones verbales de Éibar y Lexicón del euskera dialectal de Éibar o Juan San Martín, son muchos los estudiosos que han venido profundizando en esta variedad éuscara.

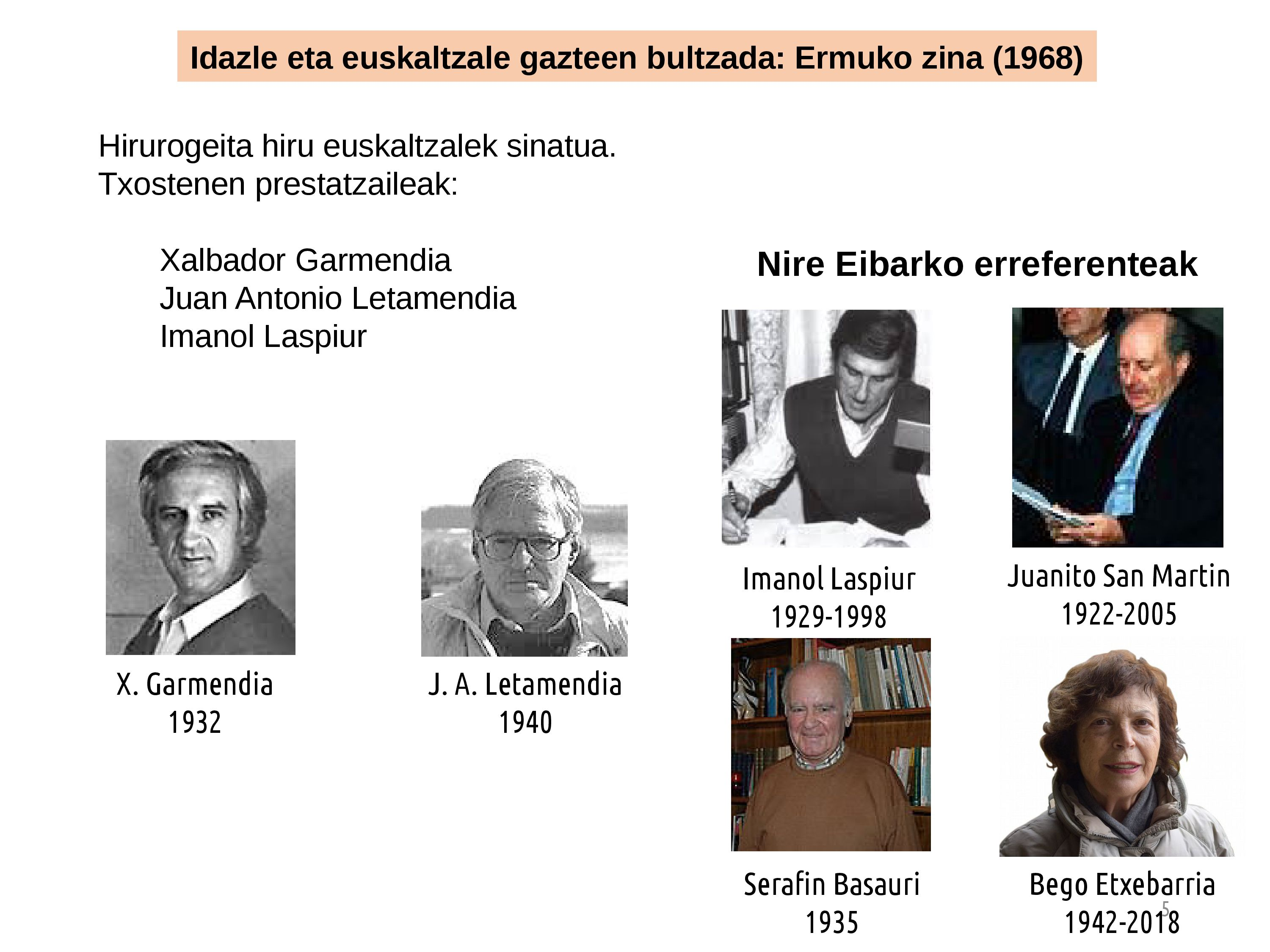
En el Acuerdo de Ermua (Ermuko zina) de 1968 donde estuvieron varios jóvenes escritores y euskaltzales (amantes del euskera) de Éibar

En junio de 1968 se firmó el llamado Ermuko zina, Acuerdo de Ermua, a favor de la creación del euskera batúa. En él hubo presencia de escritores en lengua vasca de Éibar como Imanol Laspiur, Juan San Martín, Serafín Basauri y Bego Etxebarria. En este acuerdo se recogían las recomendaciones aprobadas por la Secretaría Vasca (Euskal Idazkaritza) en 1964 que recogían los criterios propuestos en Bayona, es decir, a crear un euskara unificado. Existe un Diccionario del Euskera de Eibar que es accesible desde internet.
En 1936 prácticamente toda la población era euskalduna[cita requerida] (que utiliza el euskera). Con la prohibición franquista del uso del euskera tras la Guerra Civil la transmisión familiar del euskera sufrió un grave retroceso y su uso público prácticamente desapareció. Este hecho se intensificó especialmente durante el desarrollo experimentado en las décadas de los años 1950 y 1960, cuando llegaron a la ciudad muchas personas de otros lugares de España que desconocían la lengua vasca, haciendo que el uso del euskera en la población disminuyera rápidamente en apenas una generación. A finales de la década de 1960 se inicia un fortalecimiento de la presencia y utilización del euskera.[cita requerida] Tras una política de recuperación, basada en campañas de alfabetización y euskaldunización, se consiguió que la lengua vasca mejorara ostensiblemente su presencia entre los eibarreses. En 1996 el 49,5 % de los ciudadanos era vascohablante (conociendo y usando además el español), el 16,8 % lo entendía, mientras que el 33,7 % no se consideraba vascohablante. En el curso 1998-1999, los alumnos de Primaria y Secundaria, franja de edad que comprende desde los 2 a los 16 años, se distribuían de la siguiente manera según las diferentes lenguas en las que estaban matriculados: solo euskera el 51,4 %, bilingüe el 47,1 % y solo castellano el 1,5 %. En 2009, de los 27 600 habitantes de la ciudad, el 52,6 % eran euskaldunes. En 2011 eran 13 585 los vascoparlantes en Éibar, lo que supone un 51,6 % de la población.

### Museos

#### Museo de la Industria Armera
Ubicado en el edificio de Aguirre y Aranzabal AYA, una antigua fábrica de escopetas reconvertida en el centro cultural Portealea, el museo de la Industria Armera, Historia del Arte y Oficio Armero de Éibar recoge todo aquello relacionado con la manufacturación del hierro, principal actividad económica de Éibar y su comarca a lo largo de la historia y en especial en la última parte del siglo XIX y todo el siglo XX. El museo nace de la colección de armas que se creó junto fundación de la Escuela de Armería para que sirviera de referencia y muestra del trabajo armero realizado en la entonces villa donde la fabricación de armas era su producto principal. Junto a la industria armera se muestra la diversidad industrial, con productos de todo tipo, que se desarrolló durante las décadas de los años 50 y 60 del siglo XX y la posterior evolución tecnológica. Tiene un lugar destacado la fabricación de escopetas y el damasquinado.

#### Museo y centro de interpretación de la Guerra Civil
En septiembre de 1936, tras el fallido golpe de Estado del 18 de julio de 1936 y la posterior escalada bélica, el Frente del Norte, se detuvo justo en los montes que rodean Éibar,entre septiembre de 1936 y abril de 1937, de tal forma que dejaban al industrioso núcleo urbano al fondo de un valle rodeado por los insurrectos a la legalidad de la república. Éibar era una ciudad relevante, por su importancia industrial y por su significado. Cuna de la II República Española, llamada «capital del socialismo vasco», era toda la ciudad un taller de armas. Aunque la industria fue evacuada a lugares más seguros, así como buena parte de la población civil, su simbología se mantuvo viva. La pretensión del general Mola de tomar Madrid hizo que se detuviera el frente norte dejando a Éibar en la línea del frente durante siete meses.
Las cumbres de los montes que rodean la ciudad por su parte oeste Karakate, Arrate, Kalamua, Urko y Akondia quedaron en manos de los facciosos, mientras que las tropas leales, conformadas por milicias y batallones de corte político, alzaron una línea defensiva a lo largo de sus laderas. La situación se mantuvo hasta finales de abril, el 25 de abril caía la ciudad en manos facciosas, que el frente se rompió y avanzó rápido por Vizcaya.
Con el objetivo de poner en valor y de dar a conocer estos hechos se creó, por parte del Ayuntamiento de Éibar, el centro de interpretación de la Guerra Civil en Éibar que se complementa con un recorrido por los restos de la línea del frente en las laderas de Kalamua y Akondia debidamente documentado.
El centro de interpretación se ubica en los locales de las antiguas colonias de Arrate, frente al santuario del mismo nombre, y recoge una serie de elementos bélicos, armas, pertrechos, munición... maniquís ataviados con uniformes militares de los dos bandos, maquetas, paneles explicativos y un audiovisual que exponen y explican las características del lugar y lo que allí sucedió durante el tiempo que fue línea de frente, así como el contexto anterior y posterior a esos hechos.

#### Casa-taller armería Zamacola
La casa-taller de  armería Zamacola, taller de fabricación de escopetas de la firma Pablo Zamacola e Hijos primero y luego Zamacola Hermanos creada por Pablo Zamacola en la primera cuarto del siglo XX siguiendo la traducción familiar de fabricar cañones de escopeta, que comercializó sus productos bajo la marca Jabalí, adquirida a la firma barcelonesa E. Schilling y Cía., cerró en 1982 dejando sus instalaciones casi intactas. Fue declarado Bien Cultural Calificado, con la categoría de Monumento por el gobierno vasco el 25 de julio de 2015.
El complejo, un edificio que combina el taller y la vivienda,  está ubicado en el extremo oeste del núcleo urbano eibarrés, entre la carretera de entrada y el río Ego. Se trata de un edificio de estructura de madera y mampostería típica de la época, de dos plantas donde se ubica el taller en la planta baja y la vivienda en los pisos superiores. Tras el cierre, las instalaciones permanecieron inalteradas y en 2015, dado el interés etnográfico y patrimonial que guardaba, fue declarado monumento. 
En las instalaciones existentes se conserva la totalidad de la maquinaria original movida mediante un sistema de poleas y embarrados que se accionadas desde un punto central, que en un inicio se accionaba mediante un sistema hidráulico movido por las aguas del arroyo Ibur erreka, afluente del río Ego. Las instalaciones están en una nave con grandes ventanales hacia el río y en ella están dispuestas dos líneas paralelas de máquinas en las que hay barrenadoras de cañones, envaradoras, enderezadoras, pulidoras entre otras máquinas.
La fuente original del movimiento fue en origen hidráulico, de ella se conserva la turbina y el eje motriz vertical, así como los mandos de control del sistema, la presa y los canales de abastecimiento de agua están muy intervenidos por las obras que se han venido realizan en el entorno según se ha ido incorporando a la trama urbana de Éibar. La presa ya está desaparecida y del canal, que tenía unos 142,5 m de longitud y un ancho variable entre 2 y 4 metros y  era subterráneo, se mantiene el tramo final hasta la antepara situada bajo un espacio anexo al lado este del taller que tras dejar de dar servicio se reconvirtio en garaje. El agua pasaba a través de un emparrillado y movía una turbina horizontal que transmitía el movimiento a un eje vertical el cual movía el eje principal horizontal que recorre todo el techo del taller y presenta poleas de madera conectadas a las máquinas mediante correas de transmisión de cuero. Tras la llegada de la energía eléctrica se añadió al sistema un motor central eléctrico pudiéndose alternar  este con el sistema hidráulico. Posteriormente, cuando el suministro eléctrico se estabilizó y generalizó, se fueron añadiendo motores eléctricos a cada máquina de forma individualizada.
Entre en inventario de maquinaria que se mantiene en las instalaciones se encuentran las siguientes; dos barrenadoras o perforadoras de cañones que, mediante grandes barrenas perforaban barras de hierro para realizar cañones; cuatro tornos universales y una envaladora que se utilizaba para realizar la labor de rectificado del cañón, torneando de manera exacta el calibre y espesor de este; cinco escariadoras (una de ellas está en el Museo de la Industria Armera) que daban el acabado de precisión al cañón; dos enderezadoras (una de ellas está en el Museo de la Industria Armera), destinada a corregir, mediante pequeños golpes de martillo, la desviación del cañón mediante el contraste con una fuente de luz; una fresadora con la que se hacía el desbastado del interior con una forma en espiral concreta para facilitar la expulsión de la bala; un taladro vertical; una sierra para tubos, un yunque y una piedra de esmeril de gran tamaño, hoy desaparecida. Contó con una fragua que fue desmantelada poco antes del cierre de las instalaciones, en su lugar se instaló banco de trabajo y herramientas, para una pequeña armería, ya sin relación con el propio taller de Zamacola.

### Fiestas
En la cronología festiva anual de Éibar, se destacan las siguientes fiestas o costumbres:
- Año Nuevo: la tradición eibarresa es la de subir al monte Urko el día primero de año.
- San Blas: día 3 de febrero. La torta de San Blas es típica en Éibar.
- Víspera de Santa Águeda: la imagen de Santa Águeda está en la ermita de San Román en Aguinaga y el día 4 de febrero, víspera de Santa Águeda, salen las cuadrillas eibarresas a cantar las coplas dedicadas a la Santa.
- Carnavales: el gran día de los carnavales eibarreses es el eguen zuri o jueves en el que todos los escolares salen a la calle con sus koko-jantzi. El martes de carnaval es el día reservado a los mayores.
- San isidro: 15 de mayo es la fiesta que los baserritarras (labradores) de la comarca celebran en Arrate con varios actos. Entre ellos una misa, comida popular y pruebas arrastre de piedra con bueyes (idi-probak en euskera).
- San Juan: las fiestas de Éibar se agolpan en torno a la hoguera y los fuegos artificiales. El recibimiento a los dulzaineros de Estella es el acto de comienzo de las fiestas.
- Fiestas de Arrate: los eibarreses suben a Arrate el día 8 de septiembre, porque, según la tradición, los eibarreses no vienen de París, sino de los barcos colgados en la iglesia de Nuestra Señora de Arrate.
- San Miguel: el día 29 de septiembre se celebra el día de San Miguel de Aguinaga, una fiesta a la que el paso del tiempo no ha afectado.
- San Andrés: el día 30 de noviembre se celebra la festividad de San Andrés, una de las fiestas que ha conseguido más auge en los últimos años gracias a la gran Feria que se celebra en Éibar.
- Gaztainerre: se celebra el segundo lunes a partir del «día de ánimas» o primero de noviembre. La costumbre eibarresa de comer caracoles y castañas asadas ha perdurado hasta el presente.
- Son reseñables las fiestas de los diferentes barrios del pueblo, siendo destacables las del barrio de Amaña y las de San Cristóbal (ambas en el mes de julio).

### Deporte
El Club Deportivo es el exponente más patente del deporte y cultura que se vive en la localidad.
La S. D. Eibar es el club de fútbol de la ciudad. Milita en la segunda división española, siendo la localidad menos poblada de las que corresponden a los 42 equipos de Primera y Segunda, así como el club con menor presupuesto. Posee el récord de años consecutivos en Segunda con 18 temporadas. También disponía de un club de balonmano en la máxima categoría, la JD Arrate.
Una prueba ciclista de gran renombre es la Bicicleta Vasca (antigua Bicicleta Eibarresa), que acaba en la tradicional subida a Arrate. Históricamente desde Éibar se han impulsado las pruebas ciclistas, siendo estas competiciones nacidas en Éibar los embriones de la Vuelta al País Vasco y de la Vuelta a España. Esto fue así debido a que las fábricas de bicicletas importantes como Orbea, GAC o BH nacieron y tuvieron su sede en esta ciudad.
Así mismo, es clásica la subida automovilística a Arrate.
Equipos deportivos de la localidad
- Sociedad Deportiva Eibar, actualmente en la segunda división. El equipo estuvo en primera división durante 4 años.
- Juventud Deportiva Arrate, club de balonmano actualmente desaparecido, tras descender administrativamente en la temporada 2010/2011 al no poder presentar el aval necesario para la permanencia en ASOBAL.
- Eibar Eskubaloia, club fundado por los padres y madres de los exjugadores de la cantera de la J.D. Arrate en la temporada 2011/2012.
- Eibar Rugby Taldea, en la División de Honor B de rugby.
- Club Deportivo Éibar, que se compone de 13 secciones deportivo-culturales y agrupa a más de 2500 socios. Odei Jainaga, tres veces campeón absoluto de España en 2021, 2020 y 2017, subcampeón en 2019 y tercero en la Copa de Europa de Naciones 2021.
- Club Ciclista Eibarrés, organizador, entre otras, de la Euskal Bizikleta y Memorial Valenciaga.
- Urko14, equipo de fútbol creado en 2014 por jóvenes de la quinta de 1993 y consiguiendo en su primer año de creación el ascenso a Regional Preferente.
- Katu Kale Saskibaloia, club deportivo de baloncesto de Éibar. Fue fundado el 30 de noviembre de 1940 y compite actualmente en la segunda división de España.
- Club Deportivo Urki

## Ciudades hermanadas
- Vilariño de Lama Má (España)
- Yecla (España)